# Histoire économique de la république de Venise

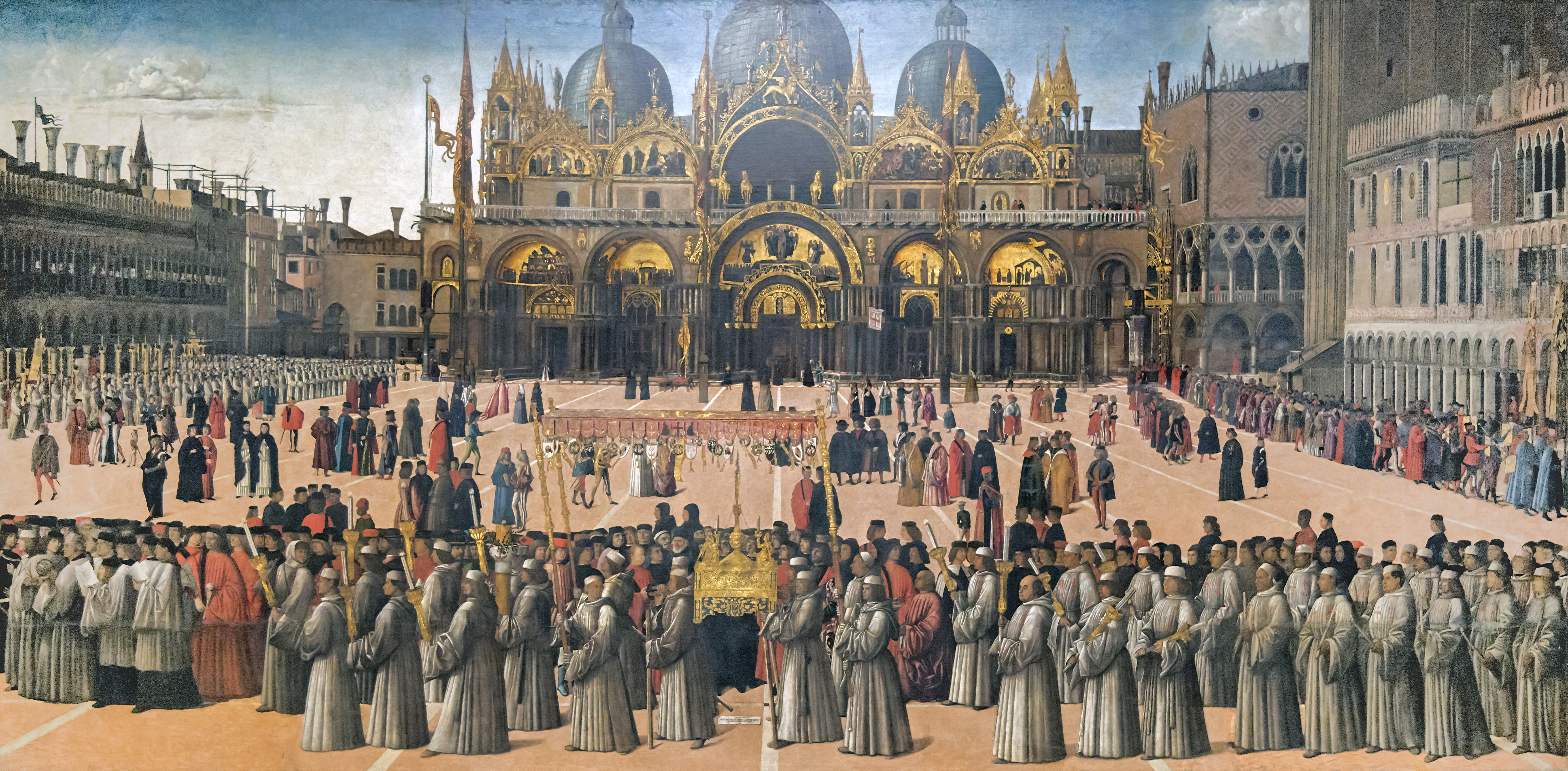
Le tableau de la Procession sur la place Saint-Marc de Bellini (1496) représente des marchands grecs et arabes sur la place Saint-Marc.

L’histoire économique de la république de Venise  de la perra lagune entourant la ville remonte à la période étrusque. Située au fin fond de la mer Adriatique, la ville profite au Moyen Âge de sa situation à proximité des marchés d'Europe centrale, et de son appartenance à l'empire byzantin. Par une autonomie croissante, elle acquiert des privilèges commerciaux tant à Byzance que dans le Saint-Empire romain germanique. Avec la quatrième croisade, le doge devient formellement seigneur de trois huitièmes de l'empire byzantin, et un empire colonial voit le jour. Il forme l'épine dorsale logistique des convois maritimes et du commerce libre, ainsi que de l'approvisionnement de Venise avec la nourriture de base (blé).

Neptune offre des dons à Venise, Giambattista Tiepolo 1748–50, huile sur toile,, Palais des doges.

La révolution commerciale avec ses nouvelles formes d'organisation, de vie et de culture conduit à une domination encore jamais vue de l'économique, du comptable et des mécanismes de contrôle. Les techniques commerciales, les formes de société et les méthodes de financement de Venise, mais aussi les moyens de soutenir l'économie devancent souvent largement le développement européen.
Les croisades et la conquête de Constantinople ouvrent pour plusieurs siècles le commerce direct vers l'Asie profonde, mais ces voyages de commerce, comme l'équipement et la protection des convois maritimes réguliers, nécessitent des quantités de capitaux qui sont en majorité mis à disposition sous forme de crédits. Seule la noblesse peut disposer du droit de pratiquer le commerce au long cours — on connaît son quasi-monopole dans le commerce du poivre. La même noblesse monopolise aussi la direction politique.
Malgré la domination des échanges commerciaux, la construction navale est l'industrie prédominante et le plus grand employeur, de loin. Ensuite viennent, à la fin du Moyen Âge la production de toile, de soie et de verre. Une importance considérable revient aussi au commerce du sel sous monopole et des céréales, qui contribue, comme le reste du commerce, à l'enrichissement de la noblesse.
Dès le début, Venise doit combattre une rude concurrence et se livre, rien qu'avec la république de Gênes à quatre guerres tous azimuts. Au début de l'époque moderne, Venise perd peu à peu ses colonies, au bénéfice de l'Empire ottoman, ainsi que sa position de monopole dans l'Adriatique. En outre, la république des Provinces-Unies des Pays-Bas, et l'Angleterre élisabéthaine affrontent la concurrence vénitienne, tandis que les Portugais tirent à eux le commerce des épices. En outre, le protectionnisme des États européens et de l'Empire ottoman rend l'accès aux marchés plus difficile.
C'est ainsi que la puissance régionale finit par dépendre principalement de la production d'articles de luxe et de la production agricole de la terraferma d'Italie du nord.

## Avant leIXesiècle

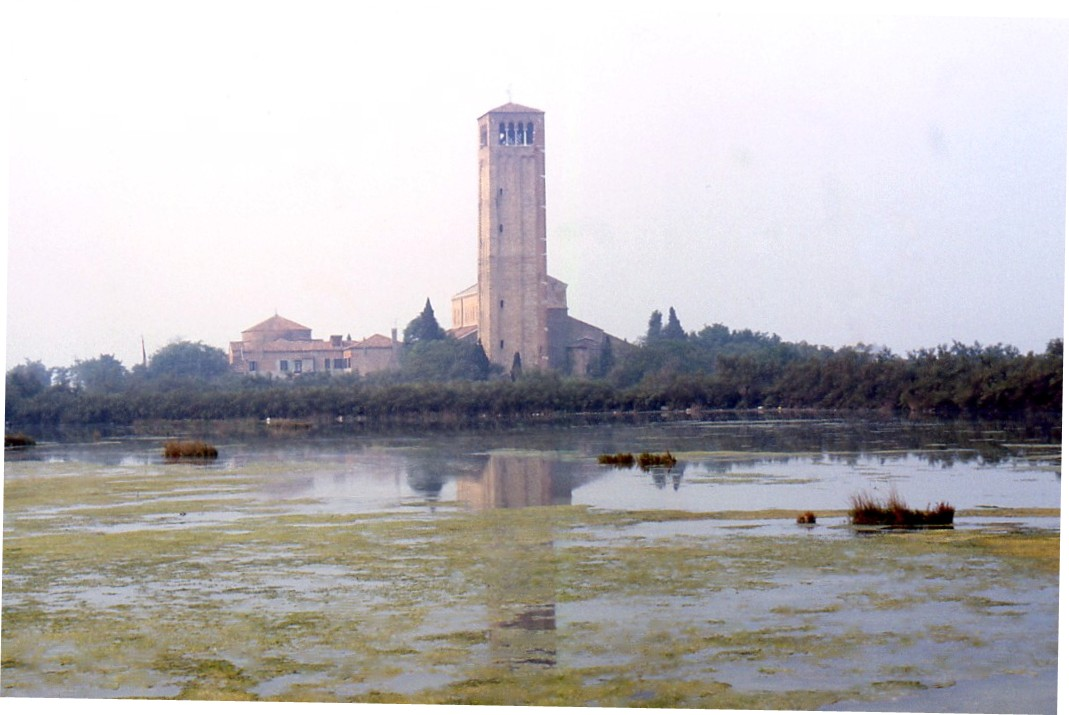
La cathédrale, sur Torcello, maintenant presque inhabité

Dans l'Antiquité, le niveau de la mer se situe plusieurs mètres plus bas que maintenant, si bien que l'on trouve dans la lagune les plus anciennes traces d'habitation humaine, sur des sites situés maintenant largement sous l'eau. Des traces grecques et étrusques indiquent une occupation plus ancienne que ce qui a été longtemps supposé. Chioggia (Clodia) était une colonie militaire romaine, et à Fondaco dei Turchi, sur le Grand Canal, on a trouvé une monnaie de l'époque de l'empereur Trajan.
Au plus tard au VIe siècle, le rôle majeur est joué par la pêche, puis par les marais salants et les céréales Vers 750, le roi des Lombards Aistulf interdit tout commerce avec les sujets byzantins, et par suite avec les villes de la lagune.
Mais vers 780, on saisit à Pavie des marchands qui offrent à la vente des denrées orientales comme des étoffes pourpres de Tyr. Dès avant 785, des marchands vénitiens résident à Ravenne, et en Pentapole byzantine, « expulsés » par les Francs en 787/791. Déjà plus tôt, au temps du pape Zacharie (741–52), ils sont actifs dans le commerce des esclaves avec les Sarrasins.

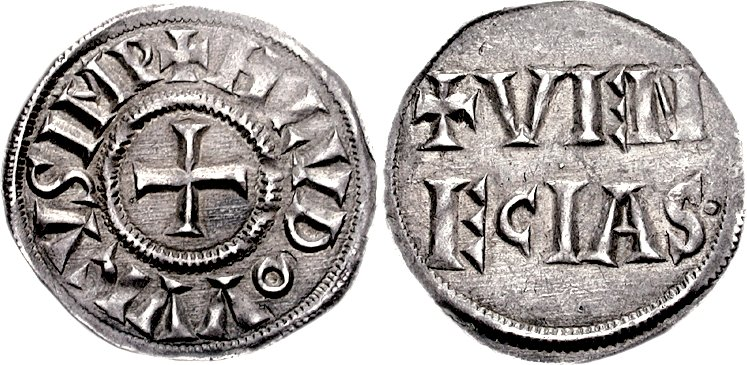
Denier vénitien, monnaie d'argent du temps de Louis le Pieux, 1.13 g. Sur l'avers, HLVDOVVICVS IMP autour d'une croix, sur le revers VENECIAS

Le commerce est à l'époque encore surtout du troc. Certes, on connaît la monnaie, et on frappe les siennes, tandis que l'on prend en outre les impériales, par exemple celles de l'empereur Louis le Pieux, en frappant « VENECIAS » au revers. Cependant, on préfère les monnaies de Vérone. On constate la présence d'un atelier de frappe des monnaies, la Zecca (de l'arabe monnaie) au début du IXe siècle.
La phase initiale du féodalisme, avec l'acquisition de grandes propriétés agricoles, apporte les premières grandes quantités de capital aux mains de familles individuelles. Le testament du doge Giustiniano Participazio de 829 montre que, outre les bâtiments d'exploitation et d'habitation, ses possessions comprennent des denrées commerciales, des bijoux, de l'argent liquide et des créances, et aussi des sommes importantes encore investies dans ses entreprises commerciales au moment de sa mort. La classe dirigeante est donc dès le début très active dans le commerce, contrairement à son équivalent sur le continent.

## De Byzance au Saint-Empire (IXeauXIIesiècle)

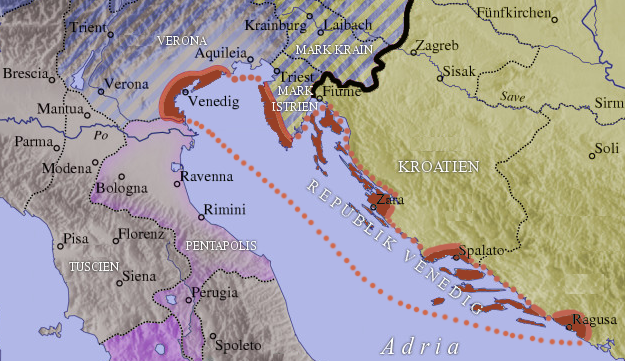
Possessions vénitiennes vers l'an mil

Avec la destruction de Comacchio (854 puis 946), qui contrôle l'embouchure du Pô, les voies commerciales vers Pavie et Plaisance se trouvent libérées, ainsi que vers les territoires se trouvant par-derrière, pour lesquels un accord a déjà été conclu avec Charles III le Gros. Venise poursuit des buts semblables en Istrie. Les rapports avec les Narentins, pirates dalmates, s'avèrent bien plus difficiles. Ce n'est qu'en l'an mille que le doge Pietro II Orseolo arrive à soumettre à sa domination les parties nord et centrale de la Dalmatie.
Le privilège du commerce avec le Saint-Empire en combinaison avec le contrôle de l'Adriatique représente le pendant occidental de la Bulle d'or de l'empereur de Byzance de 992, qu'ont suivi d'autres privilèges commerciaux. Venise est alors privilégiée à l'est comme à l'ouest. En contrepartie pour une aide militaire contre les Arabes d'Italie du sud, l'empereur Basile II diminue presque de moitié les taxes sur les navires de commerce. Simultanément, les Vénitiens prennent des contacts commerciaux jusqu'à Tunis. Ils y livrent, comme à Alexandrie, du bois, des armes, des métaux et des esclaves slaves — même si ce commerce est interdit à partir de 960.
La percée réussit en 1082, avec le privilège de l'empereur Alexis Ier Comnène, qui garantit la liberté du commerce et ouvre d'ailleurs pour la première fois de vastes parties de l'empire. Des comptoirs commerciaux, des maisons de commerce et des embarcadères passent aux mains des Vénitiens. Le plus gros comptoir, et de loin, y naît à la Corne d'Or à Constantinople.
Venise reçoit le droit de liberté du commerce en Terre sainte, conquise en 1098 par les croisades, pour son soutien à Godefroy de Bouillon en 1100, et avant tout, pour la prise de Tyr, le centre commercial de Syrie. Les comptoirs représentent presque une ville autarcique dans la ville, parfois ceinte de murs, et ils dirigent le commerce à partir de la Syrie et du royaume arménien de Cilicie jusque loin en Asie. Même Alexandrie et le Maghreb sont souvent le but de ce commerce.
C'est l'empereur Henri IV qui présente le pendant du privilège de 1082 en établissant en 1084 un privilège dans le Saint-Empire. Profondément empêtré dans la querelle des Investitures, il donne à Venise l'accès commercial à tout le Saint-Empire, mais à ses habitants, seulement vers Venise. Ceci donne à la ville un monopole sur le commerce adriatique, car les marchandises ne peuvent être importées vers le Saint-Empire que via Venise ; ceci permet à la ville d'imposer une taxe d'entreposage. Frais d'entreposage et de transbordement forcent les marchands de l'extérieur à se trouver une place dans des maisons de commerce alors que des commerçants considérés comme « allemands » de l'Empire doivent résider dans le Fontego dei Tedeschi.
Vers 1130, les familles dominantes réussissent à confiner substantiellement l'influence du clergé et, dans la seconde moitié du siècle, à s'approprier une partie importante des biens des environ 100 institutions ecclésiastiques. Alors, les anciennes familles essaient de restreindre la vente des propriétés de l'Église en spécifiant que dans le cas d'une propriété monacale, l'Abbé, le Chapitre, l'Évêque et un avocat séculier doivent consentir à la cession. Dans la suite, les nouvelles familles parvenues à la richesse, n'ayant plus accès à cette voie, se consacrent à l'acquisition de propriétés sur le continent.

## Multiplication du capital, comptoirs et conflits dans la classe dominante (1171 à 1261)
Les privilèges de Venise deviennent une menace pour le commerce et les ressources de l'État byzantins. Bien que l'hostilité résultante ait pu être décelée depuis des décennies, l'emprisonnement, le 12 mars 1171, de tous les (soi-disant) 10 000 Vénitiens dans l'Empire byzantin et l'interdiction de commerce subséquente est une surprise complète. Le quartier commerçant de la Corne d'Or disparaît pratiquement complètement. La contre-offensive militaire échoue malgré la mise en œuvre de 120 galères. Des tumultes surviennent à Venise et le doge Vital II Michele est poignardé en pleine rue. Venise perd tous ses privilèges et ne peut reprendre un peu pied que 14 ans plus tard.

### Richesse soudaine et style de vie féodal

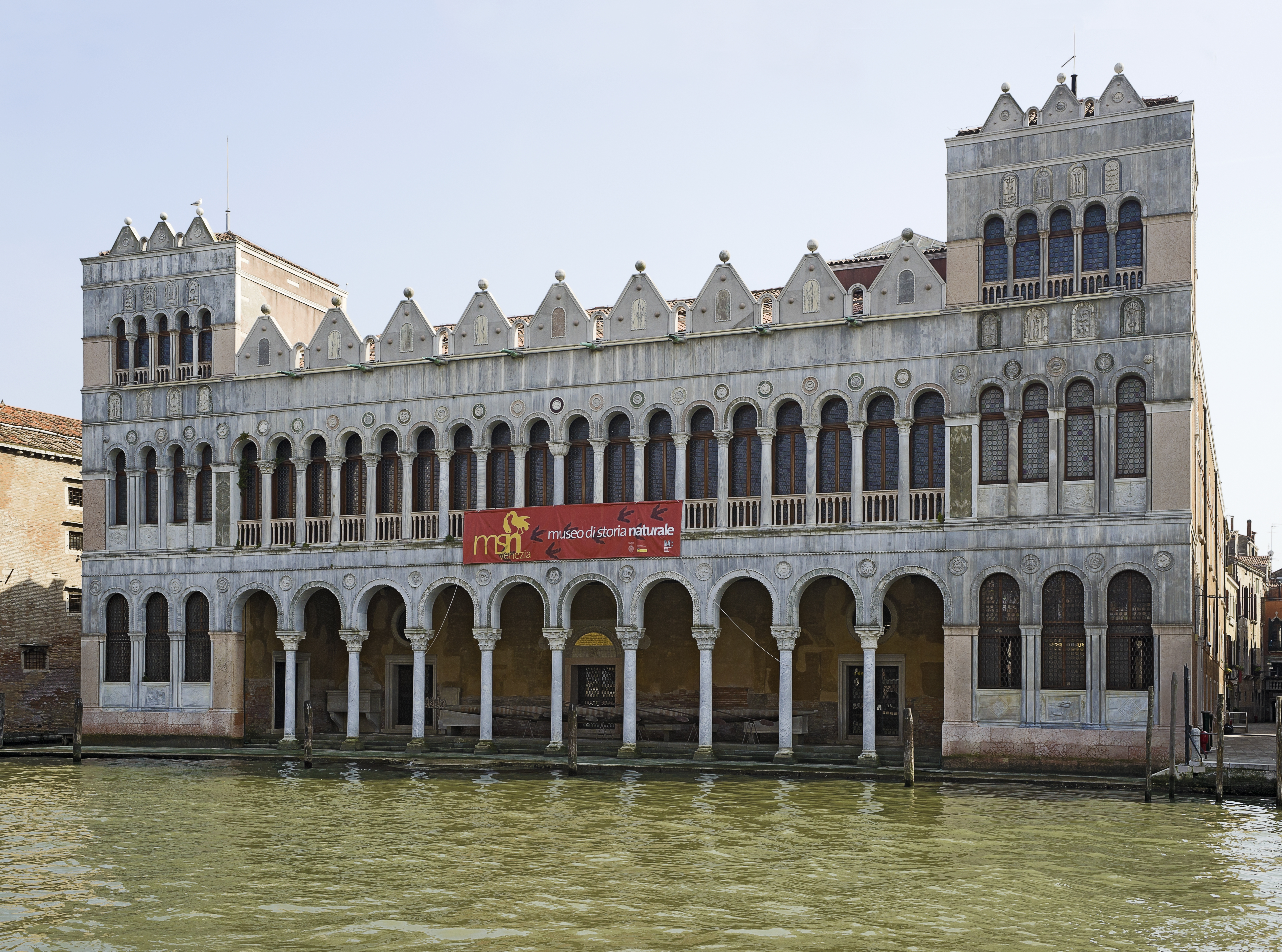
Le plus ancien palais de ville conservé, qui deviendra plus tard l’entrepôt des Turcs (Fondaco dei Turchi)

La conquête de Constantinople au cours de la quatrième croisade et l'établissement d'un empire colonial font de Venise la puissance dominante dans la Méditerranée orientale, à l'encontre de la résistance croissante de Gênes. Ce royaume colonial, ainsi que l'empire latin de Constantinople (1204–1261) forment le cadre politique pour une expansion massive du commerce. En outre, les commerçants participent au troc avec la Terre sainte, où St Jean d'Acre forme une plaque tournante commerciale importante jusqu'à 1291.
Au début, le commerce n'est pas en mesure de consommer de telles quantités de capital, si bien que de nombreux nobles, mais aussi des roturiers nouveaux riches, les populari grassi, achètent des terres sur le continent — malgré une résistance massive des villes concernées.
Le contraste entre les deux groupes, la noblesse et les parvenus, se dissout peu à peu par le fait que les deux se mêlent dans un nouvel état dominant, les magni. Ceux-ci se partagent la puissance politique et les gains du commerce au long cours. Par ailleurs, ils excluent les nouveaux arrivants du style de vie attrayant, de plus en plus associé à une propriété territoriale. C'est pourquoi, à partir de 1226, les prix des terrains sont fixés par l'État, et ce d'autant plus bas que la parenté est proche. Le doge ne peut pas acquérir de terrain en dehors de la zone de domination vénitienne. En 1297, l'appartenance au cercle de la noblesse est finalement définie précisément.
De plus, tant à Venise que dans son domaine colonial, émergent de nouvelles positions de puissance, qui assurent des ressources à leurs titulaires, presque tous nobles. La classe noble qui se forme ainsi est donc substantiellement privilégiée par rapport au reste de la population. Certains nobles conquièrent même dans la mer Égée la domination sur des îles entières.
Par le commerce renforcé et les efforts de guerre, le besoin d'équipages de navires croît rapidement, ce qui offre des emplois à de nombreux hommes. En outre, la force socialement explosive provoquée par les changements est diminuée par la colonisation de la Crète à partir de 1211 par 3 000–4 000 hommes avec leurs familles. Ils y reçoivent des biens féodaux, et peuvent donc prendre part aux possibilités d'ascension sociale.

### Domaine colonial et colonies commerciales
Le domaine colonial de Venise s'étend de la lagune jusqu'à la Crète. Le centre du domaine colonial est d'abord la collectivité commerciale de la Corne d'Or. Bien que Venise ne soit pas du tout en mesure de prendre possession des trois huitièmes de l'empire byzantin convenus pendant le siège de Constantinople, elle s'assure le contrôle des points les plus importants, où sont installés les entrepôts, les logements, les greniers à grains et à biscuits de mer, ses propres flottes et des moyens de communication, qui favorisent et assurent le commerce.
En outre, on compte des petits groupes d'hommes compétents, disposant de capitaux, et qui forment l'épine dorsale du commerce à Bari, Syracuse, Tripoli et Tunis, sur les Baléares, à Valence, Séville, Barcelone, Montpellier, Nîmes, Aigues-Mortes, Southampton et Londres, mais avant tout à Bruges. Là-dessus se greffe un système de courrier permanent, qui relie Bruges à Venise en huit jours. Enfin, les marchands peuvent utiliser des étapes à Augsbourg, Ulm, Nuremberg, Francfort, Cologne et Vienne. Finalement, de nombreuses lettres commerciales montrent que l'on se tient au courant avec toutes les lettres des variations de prix, des changements de taxes ou de taux de change, et même des on-dit sur les événements politiques.

### Immigration
Venise, qui vers 1300 compte peut-être de 85 000–100 000 habitants, ne peut faire face aux pertes de population provoquées par le développement des comptoirs commerciaux et la colonisation que par le fait que simultanément beaucoup de personnes immigrent dans la métropole. Venise favorise alors, et surtout après la peste noire de 1348, l'immigration de spécialistes, comme les tisserands de soie de Lucques, ou les meuniers et boulangers du Saint-Empire. La ville croît alors principalement vers l'intérieur, c'est-à-dire que des quartiers jusqu'alors marqués par des jardins et des marais sont progressivement construits.
Les commerçants étrangers forment des colonies semblables à celles des ouvriers qui se sont regroupés comme les Milanais dans une ruelle près du Rialto. À partir du XIVe siècle, les Toscans ressortent, actifs avant tout dans le commerce des tissus, puis dans celui de la banque, avant tout les Florentins qui y jouent un rôle important. De l'Italie du sud viennent avant tout des Apuliens, et puis il y a des Slaves, des Grecs et des Français, moins nombreux toutefois. À partir de 1250 viennent des gens du Saint-Empire — que ce soient des Allemands, des Hongrois ou des Bohémiens, on les nomme indifféremment Tedeschi (allemands) — et qui trouvent un logement dans la maison de commerce des Allemands (Fondaco dei Tedeschi). Leurs propres Visdomini del Fondaco (sous-directeur) surveillent l'activité des habitants, des courtiers trouvent le commerce, et le surveillent aussi. Finalement, un groupe d'immigrés, les Juifs, s'établit, principalement à Mestre. C'est là qu'ils sont par exemple actifs en matière de crédit et offrent — à la colère des usuriers établis — des crédits notablement plus avantageux. Ce n'est qu'avec la fondation du ghetto en 1516 que la majorité d'entre eux vivra dans un quartier fermé.

## Venise, puissance commerciale mondiale (XIIIeauXVesiècle)

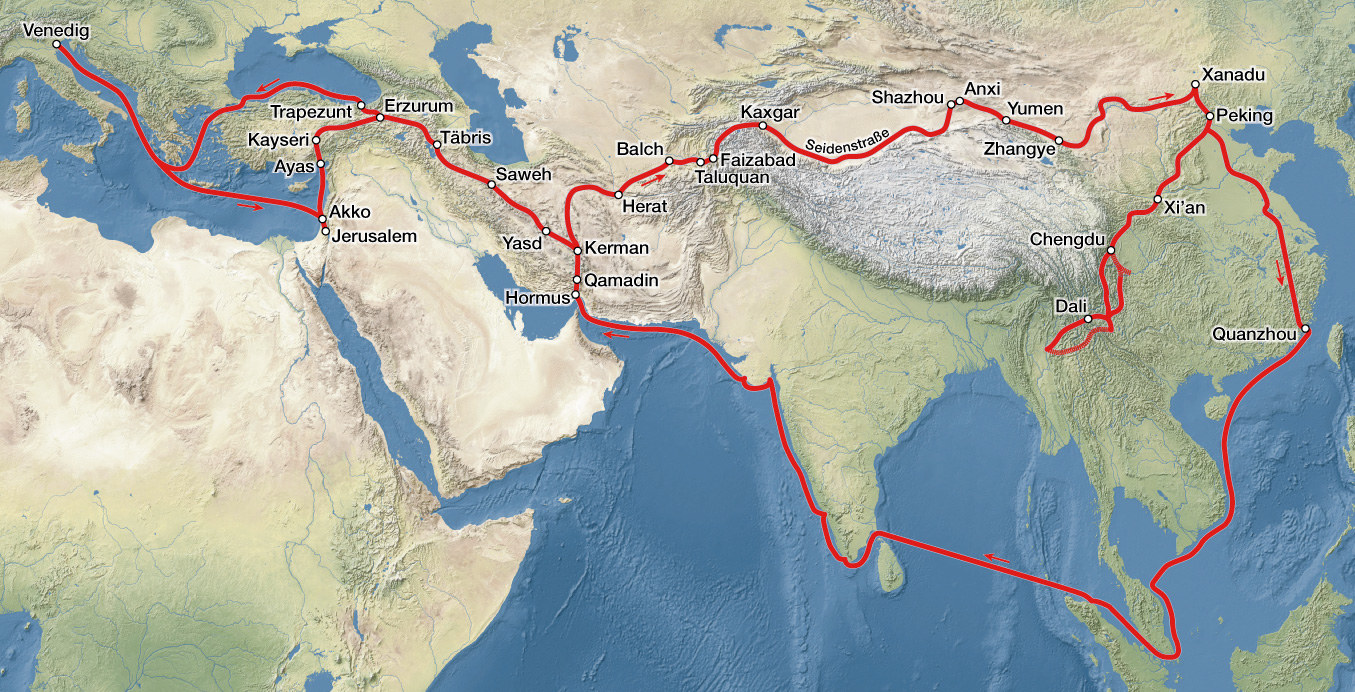
Itinéraire de Marco Polo

Avec la chute définitive de Jérusalem (1244), le point de départ du commerce se déplace en direction de Bagdad, Tabriz et la Petite Arménie. Mais avec l'expansion des Mamelouks jusqu'à la Syrie — la dernière ville Saint Jean d'Acre tombe en 1291 — les Vénitiens sont chassés du Proche Orient.
Ils se déplacent alors vers le commerce via la Mer Noire, en direction de l'Arménie, de la Perse et du Turkestan. Après d'âpres négociations, ils ont à nouveau le droit de commercer dans l'empire byzantin. C'est d'autant plus important que le passage du Bosphore représente le préalable le plus important pour un commerce avec l'Asie centrale. Ce n'est pas par hasard que Marco Polo traverse l'Asie de part en part de 1278 à 1291. Une deuxième route part de Trébizonde, et mène par le golfe Persique vers l'Inde, tandis qu'une troisième va de Tana (Azov), à l'embouchure du Don, par la Volga et la mer Caspienne vers l'Inde.

### Structures commerciales

#### Formes de sociétés et crédit
Les crédits simples sont bien trop chers pour le commerce (jusqu'à 20 % par an, sans compter les sécurités importantes), et de même le crédit commercial (mutuo ad negotiandum, à négocier) n'offre que l'avantage qu'il peut être couvert par un partage des gains commerciaux attendus.
Pour le commerce au long cours, à partir de la seconde moitié du XIIe siècle s'impose le crédit commercial maritime (prestito maritimo) qui représente plutôt une sorte de partage des gains. L'avantage pour l'emprunteur est qu'il peut disposer de l'argent librement, sans être soumis aux contrôles autrement habituels. La Comenda, qui lie de cette manière le créditeur et l'emprunteur, s'étend, avec plusieurs participants pour une seule entreprise, à une Colleganza. D'environ 1200 à 1350, c'est la forme dominante de société commerciale.
Les participants passifs contribuent environ trois quarts du capital investi, l'actif, qui accomplit le voyage de commerce, contribue le reste. Le but, la distribution des tâches et les proportions sont établis par écrit avant le voyage, mais le participant actif peut encore réinvestir ses gains en route. Les participants passifs et actif sont deux rôles possibles qui sont redéfinis pour chaque voyage, plusieurs participants passifs contribuant le capital nécessaire. Ceci permet la répartition des risques et en même temps ouvre les possibilités de cumul.
Cette forme de société apparue dans le commerce au long cours n'est remplacée que vers la fin du XIVe siècle par des sociétés au sens moderne, sociétés commerciales établies pour de plus longues périodes, sans limitation à une seule expédition. En outre, la comptabilité en partie double et l'aménagement de comptoirs permettent un contrôle et une direction plus étroits, et aussi une imbrication plus étroite avec les marchés étrangers. Elle permet aussi une simple participation en capital.
Contre le manque de continuité et de contrôle de ces sociétés, on établit un autre concept : celui de la famille. C'est ainsi que les frères valent même sans contrat comme une société (fraterna societas). Ils se garantissent mutuellement.

#### Commerce au long cours, convois pour les biens de luxe et de masse

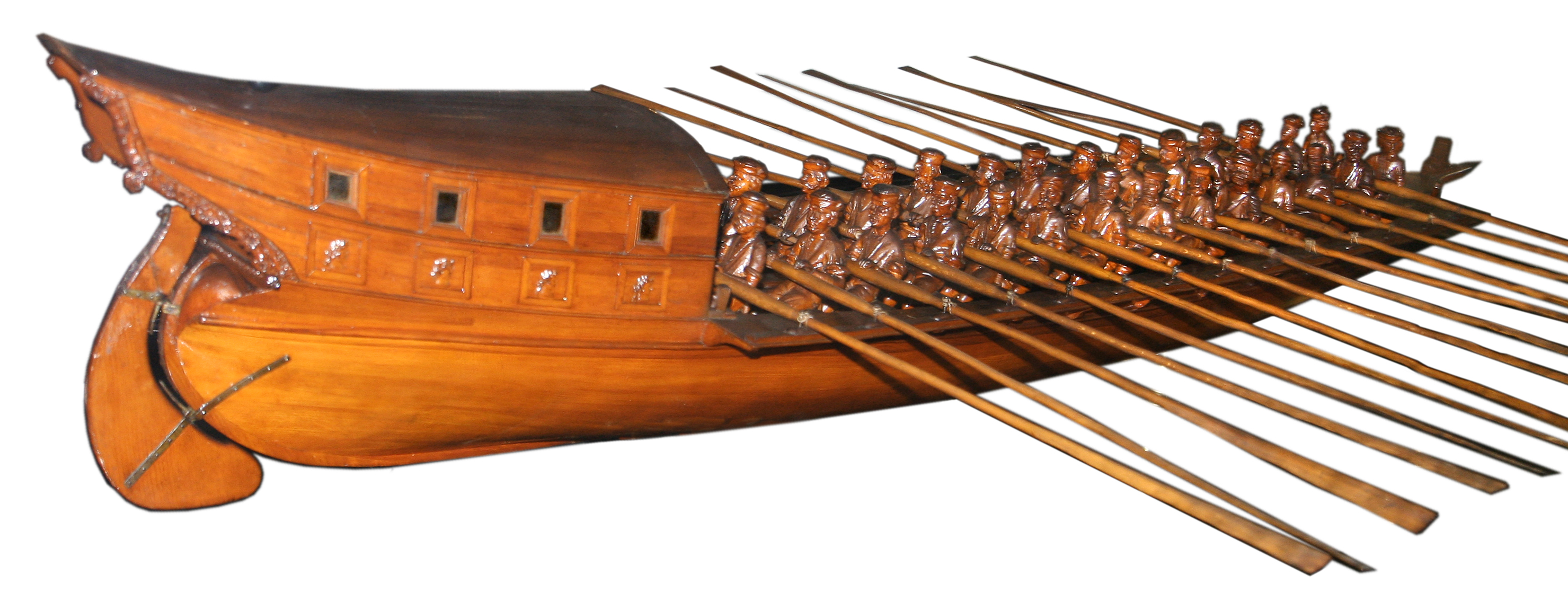
Modèle de galère, Venise, Museo Storico Navale

Au plus tard pendant la seconde moitié du XIIIe siècle, des convois de bateaux nommés muda circulent la plupart du temps deux fois l'an, au printemps et en fin d'été. De 30 à 50 bateaux y participent. Au début, les bateaux, qui circulent dans le domaine de l'empire byzantin sont plus petits, et donc plus nombreux : 9 ou 10 galères. Plus tard, ce ne sont plus que 2 à 4. Bientôt, le nombre de mudes augmentent jusqu'à 5 par an. À partir du début du XIVe siècle, ils circulent aussi vers l'Angleterre, les Flandres, Tunis et Aigues-Mortes. Malgré la diminution du nombre de bateaux, le tonnage de marchandises croît de 3 000–5 000 t à 7 500–10 000 t, avec de plus grands bateaux, auxquels s'associent souvent des bateaux privés, non armés.
La possibilité du passage par la mer et par les Alpes constitue une condition globale. La livraison rapide des marchandises venant du Levant aux commerçants du Saint-Empire, et inversement, est un préalable important pour une rotation rapide du capital.

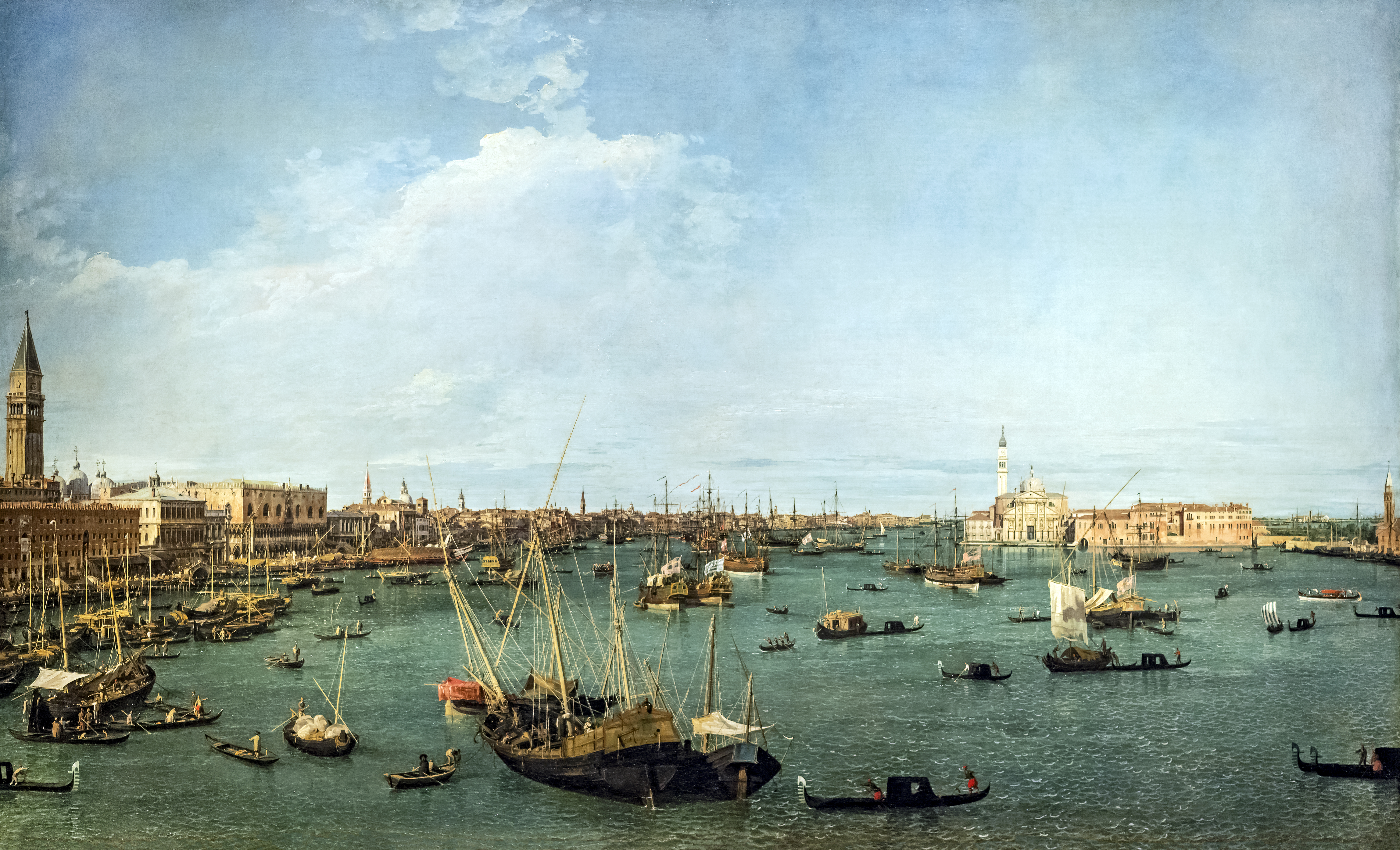
Canaletto, bassin de San Marco, 1738-40, huile sur toile,, Museum of Fine Arts, Boston. Vue vers l'est de la Dogana da mar (Douane pour les marchandises en provenance de l'Adriatique)

Ce n'est pas seulement la concurrence des autres puissances maritimes qui contribue à l'insécurité sur la mer, mais aussi celle des flottes de pirates. Le vide laissé par la dissolution de la flotte byzantine a conduit à une résurrection de la piraterie dans tout l'espace méditerranéen. C'est pourquoi Venise envoie une grande flotte de 31 galères qui réussit finalement à capturer le pirate Léon Vetrano avec sa flotte, soit 9 galères. En 1278, Venise réunit une liste exhaustive de toutes les attaques des dernières dix années. La piraterie devient un facteur qui change durablement l'organisation du commerce au long cours.
La distinction entre les marchandises précieuses d'une part et le trafic de masse de l'autre se fait à terre. À la Dogana da Mar, où toutes les marchandises précieuse sont taxées et entreposées, il n'y a que 40 portefaix, tandis que pour le déchargement de la farine et des céréales, marchandises de masse typiques, il y en a plusieurs centaines. Parmi les marchandises les plus chères, on compte les épices, avant tout le poivre, les aromates et les parfums, les colorants, les pierres précieuses, la soie, mais aussi les métaux précieux. En échange, le fer, le cuivre, les étoffes de laine, et plus tard le lin et la soie sont exportés.
D'autres marchandises de masse comme le sel et les céréales, même l'huile et le coton, sont transportés en convois, bien qu'il s'agisse la plupart du temps de bateaux privés. De tels mécanismes centralisés ne sont pas sans risque, car l'arrivée de nombreux commerçants dans le même lieu conduit à de violentes fluctuations des prix.
La participation aux mude résulte de l'achat aux enchères d'une partie de l'espace à bord. Ces enchères sont publiques mais réservées à ceux qui ont les pleins droits de citoyenneté de intus et de extra. Pour cela, il faut résider à Venise depuis au moins 25 ans, et présenter un répondant. Le loyer pour la cale peut facilement dépasser 1 000 ducats. Mais c'est un investissement relativement faible, quand on pense que la muda de Beyrouth ou Alexandrie au XVe siècle transporte jusqu'à 200 000 ducats de marchandises.
En 1423, le doge Tommaso Mocenigo compte 45 galères, 300 voiliers de plus de 120 t et 3 000 navires et bateaux de 6  à   120 t. Ils transportent plutôt des denrées pondéreuses, en première ligne des céréales et du sel, mais aussi du bois, des peaux, des fourrures, du vin et du coton.
Le bois pour la construction navale provient du Cadore, du Trentin et du Tyrol, ainsi que de l'Istrie. Les marchands doivent l'apporter d'abord à Venise. Ceci est aussi valable pour la poix et le chanvre. À cette époque, on importe 400 000–500 000 livres de chanvre et 1 000 livres de poix par an.

#### Le Grenier à céréales comme banque d'État

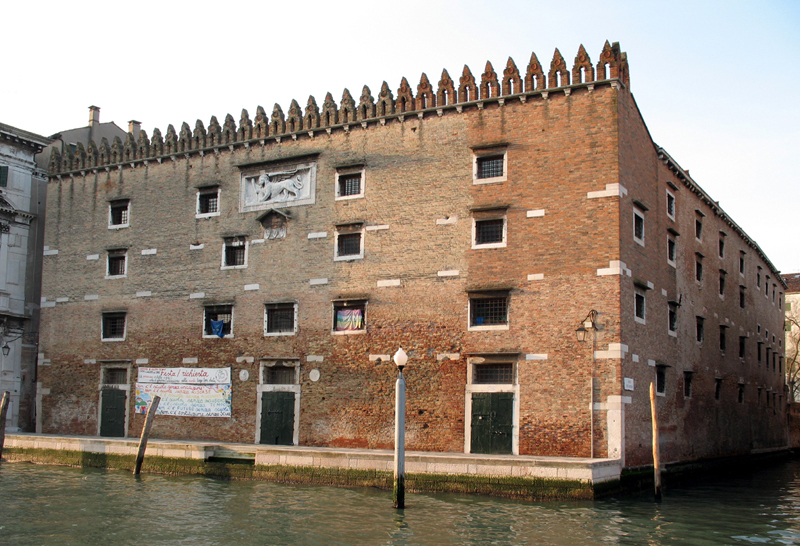
Grenier à mil au Canal Grande (près du Fontego dei Turchi), construit à partir de 1423

Des milliers de tonnes de sel et jusqu'à 100 000 t de céréales sont apportés par des commerçants privés à Venise — la majorité pour une revente vers l'Italie du nord. On fixe annuellement des prix garantis pour le blé, clairement différenciés selon les régions, pour diriger les flux des diverses variétés en quantités définies. Comme les céréales sont soumises aux cycles naturels des semailles et des moissons, la consommation de pain étant plutôt inélastique, une nouvelle institution voit le jour, comme intermédiaire, la Chambre du blé (Camera Frumenti). Mais pour cela, on a besoin d'un capital conséquent, rassemblé par des emprunts d'État, des taxes, la vente des céréales et de la farine, et aussi des taxes sur les moulins et les pesées. Bientôt ces ressources prennent le caractère d'une banque centrale, qui encaisse et rémunère des dépôts importants, éventuellement de monarques étrangers, mais aussi distribue elle-même des crédits. En même temps il y a une imbrication étroite avec les procurateurs de Saint-Marc, que l'on désigne volontiers comme « ministres des finances ».

#### Commerce au long cours ou de proximité, par voie d'eau ou de terre
Dès 840, dans le Pactum Lotharii, les petits-enfants de Charlemagne régnant en Italie garantissent par traité aux transports fluviaux la liberté de circulation par « terre et rivière » au sein du royaume d'Italie, où s'échangent de grandes quantités de céréales contre les marchandises orientales et le sel. Malgré la petite taille des bateaux fluviaux, leur grand nombre permet de transporter quand même de grandes quantités, comme en 1219, où environ 4 500 t de blé sont transportés de Milan à Venise.
Mais ces routes étroites, qui permettent le transport des marchandises à grande échelle à des prix qui seuls rendent le négoce lucratif sont des points de conflit permanents. Plus Venise est dépendante des marchandises du continent, plus elle demande des droits de passage et une exemption des douanes. Simultanément, une flotte fluviale vénitienne patrouille sur le Pô et sur l'Adige. Une barque armée peut être appelée pour la protection des marchands.
Des villes comme Bergame ou Bressanone ne sont cependant pas accessibles par voie fluviale. C'est pourquoi le Grand Conseil décide en 1283 d'empierrer les chemins y menant, ce qui doit aussi être le cas pour les chemins des Allemands et des Hongrois en 1286. Il s'agit ici sans doute de chemins muletiers carrossables pour des charrettes. On ne repère de routes carrossables proprement dites qu'à partir du XVe siècle, qui atteignent le Saint-Empire par deux voies : par la Carinthie et par le col du Brenner.

#### Contrôle et direction du trafic maritime, droit de la mer
Au plus tard au XIIIe siècle, le trafic maritime est soumis à un contrôle strict, que ce soient des convois organisés par l'État, ou que ce soit du trafic « privé ». Il n'est pas étonnant que le Sénat définisse pour les galères de guerre et les mudes la direction, l'équipage, la solde, le ravitaillement, le moment du départ, le fret, etc., mais le reste du trafic maritime est aussi soumis à des contrôles tout à fait pointilleux. Cela concerne par exemple la levée d'équipages, devant laquelle beaucoup d'hommes s'enfuient.
À partir d'une taille de 100 milliaria (env. 48 t), il faut que chaque bateau soit examiné par sa propre autorité. Ces consuls contrôlent le départ au moment convenu, l'apport de fret de rééquilibrage, et désignent un secrétaire de bateau, qui doit tenir la comptabilité du ravitaillement, des salaires et des frets. En outre, il joue un rôle important pour la taxation ultérieure en douane des marchandises. Ce sont les commandants de bateau, les patroni, qui sont chargés des paiements. Les prescriptions vont fort loin : par exemple, tous ceux qui voyagent sur un bateau, même les passagers, doivent garder un œil sur la ligne de charge peinte à l'extérieur de la coque pour éviter toute surcharge. Pour toute largeur de doigt où cette ligne est sous l'eau, une amende menace. Toutes les prescriptions sont rassemblées en 1255 dans le Droit maritime de Ranieri Zeno, mais un recueil analogue existe dès 1233. Ensuite, il y a des compléments du Sénat, et de nouveaux recueils.

### Régularisation des recettes et des dépenses

#### Sources régulières de recettes

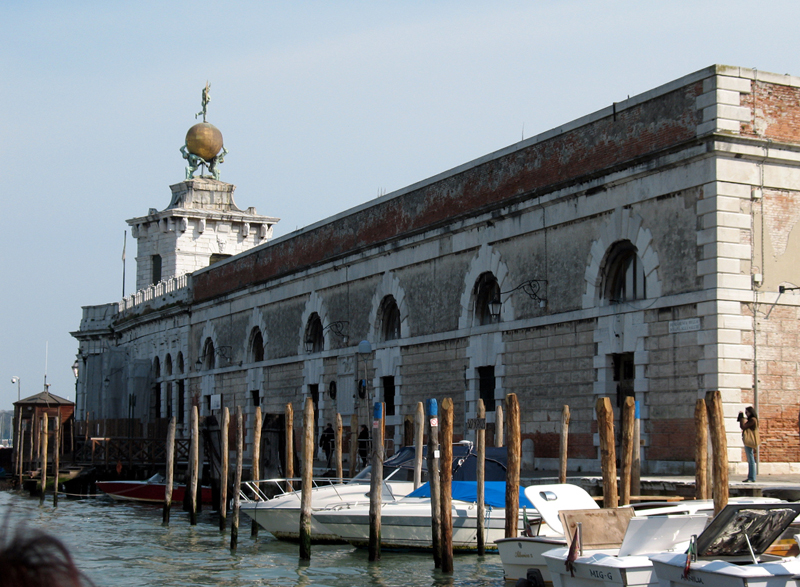
Dogana da Mar, lieu de taxation ds marchandises du commerce au long cours et entrepôt pour le sel et les denrées de luxe

Au début, Venise prélève des ressources sur les propriétés foncières et sur l'exemption du service militaire, mais autrement renonce aux impôts directs.
Une source principale de revenus est constituée par les octrois et taxes. Les Vénitiens n'acquittent que la moitié des octrois. S'ils exportent juste autant de marchandises qu'ils en importent, ils sont complètement quittes. Mais il y a des droits pour tous les bateaux qui s'amarrent au port. En outre, tout marchand paie une somme pour lui et pour le bateau, comme pour toutes les autorisations. Des taxes sont dues pour l'entreposage dans les greniers, et pour le pesage. En outre, il y a des droits de marché, de négoce, de poids et mesures, et avant tout de consommation.
En 1495, seules les recettes sur les douanes sur le blé s'élèvent à au moins un demi-million de soldi (un soldo est de l'ordre de 1 g d'argent). Cependant, en 1513, ce montant est doublé, et outre la taxe sur le blé, une nouvelle taxe est prélevée sur l'orge. L'exportation est soumise au double de droits de douane.

#### Emprunts
Quand les dépenses augmentent brutalement, la commune emprunte de l'argent auprès des familles riches. Ceci arrive le plus souvent pour le financement des guerres, ou pour l'achat de céréales. Tout d'abord, ces emprunts nommés imprestiti sont exclusivement facultatifs, mais en 1207 le premier emprunt forcé est prélevé. En outre des emprunts facultatifs ont continué à être émis.
La plupart du temps, les emprunts facultatifs ou forcés représentent 0,5  à   2 % de la fortune déclarée, c'est-à-dire des bien meubles — marchandises, argent liquide, bijoux, mais aussi revenus des maisons et des terres. Celui qui est riche mais ne paye pas le montant correspondant, voit dans les cas extrêmes sa maison détruite ; des exceptions ne sont notables qu'à partir de 1268. Dès 1262, on fonde une « dette volante », le Monte Vecchio, servant à rembourser les emprunts et à servir les intérêts. Pour faire participer les habitants riches plus efficacement aux charges communes, notamment à la poursuite de la guerre, on instaure avant 1250 un estimo, une estimation de la richesse. En outre, personne ne peut investir aux enchères plus que la richesse figurant dans son estimo.
Chacun qui souscrit un emprunt reçoit une quittance. Ces bons d'emprunt peuvent être revendus ou gagés. C'est ainsi que se développe sur ces papiers une sorte de marché spéculatif, où les cours s'orientent principalement d'après la situation en politique étrangère. Quand la flotte de Gênes occupe Chioggia, leur valeur perd presque 90 %. En même temps, la part des emprunts dans la richesse des souscripteurs peut dépasser de loin les 100 %, ce qui n'est paradoxal qu'en apparence, parce que les fortunes ont été déclarées par les souscripteurs eux-mêmes, pratiquement toujours en-dessous de leur valeur réelle. Le remboursement peut se faire attendre des années. Cependant, le taux d'intérêt reste jusque tard au XVe siècle à 5 % : il représente plutôt un placement à long terme. Vers 1380, environ 1 200 souscripteurs supportent la charge principale des dépenses exceptionnelles.
Au XVe siècle, on baisse le taux des emprunts revendus, et on offre un nouveau type d'emprunt, où le souscripteur ne revoit jamais son capital, mais reçoit des intérêts sans limite de temps (à fonds perdus).

#### Autres sources de revenus, capital étranger

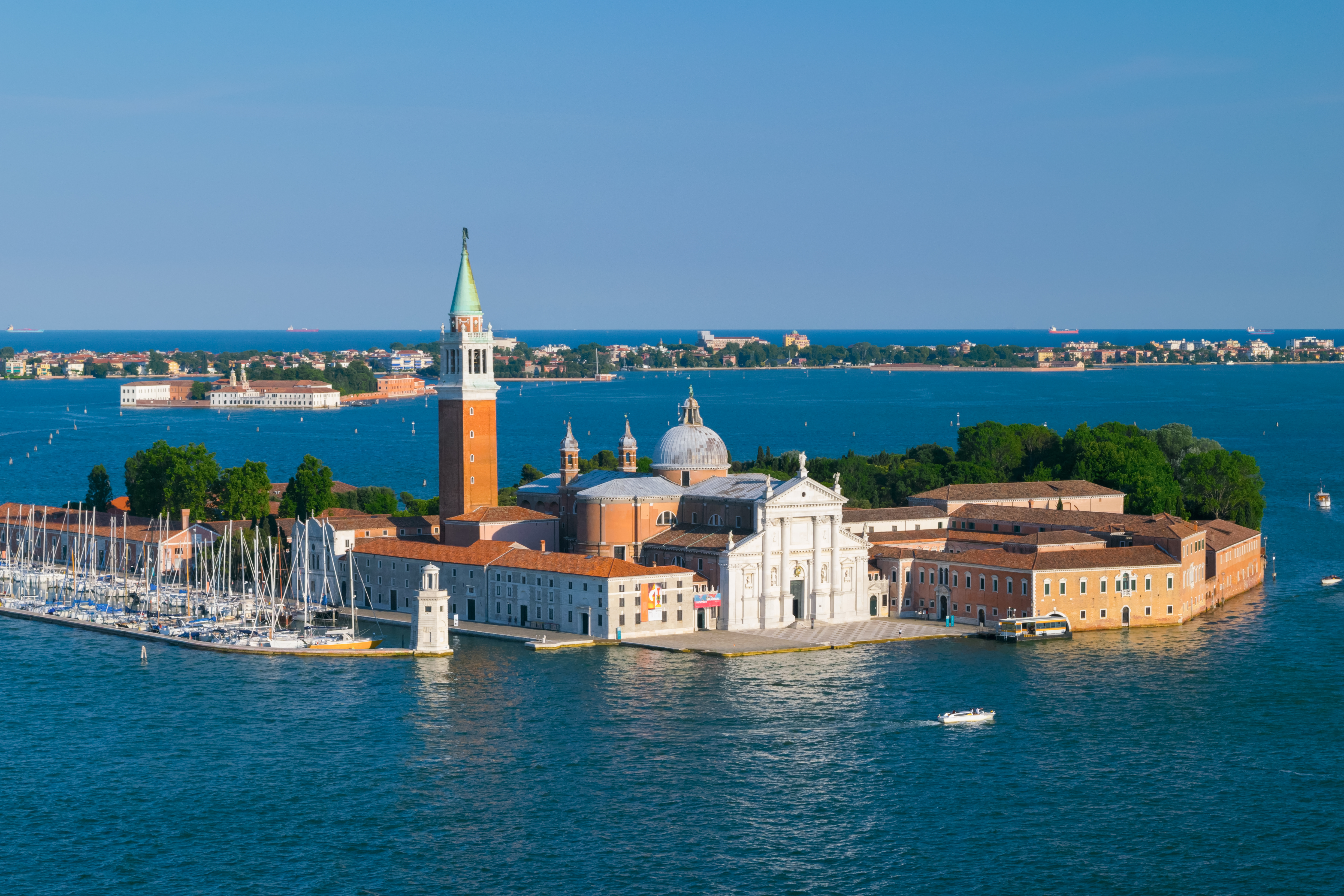
L'île-couvent San Giorgio Maggiore, aujourd'hui siège de la Fondation Cini, un des plus importants instituts de recherche sur l'histoire et la culture de Venise

D'autres recettes sont perçues par la commune pour l'administration des biens immobiliers, des fondations et des biens de ses habitants. Il faut aussi que les organisations ecclésiastiques souscrivent des emprunts, et avant tout les grands couvents comme San Giorgio Maggiore (photo de 2003).
Il s'est avéré particulièrement important que des étrangers déposent aussi leurs biens à la Chambre du blé (Camera frumenti) ou auprès des procurateurs de Saint-Marc. De nombreux signori, comme les Carrara, y déposent leur fortune, parce que Venise a la réputation d'être particulièrement fiable et sûre.
Mais jusque loin dans les années 1360, une fraction des marchands au long cours essaie d'expulser la concurrence étrangère hors de Venise, ce qu'ils réussissent deux fois. Ce n'est qu'avec la nouvelle envolée économique à partir de 1370 qu'ils reconnaissent aussi les avantages offerts par les capitaux étrangers, moyennant un contrôle adéquat.

### Politique monétaire et budgétaire, or et argent

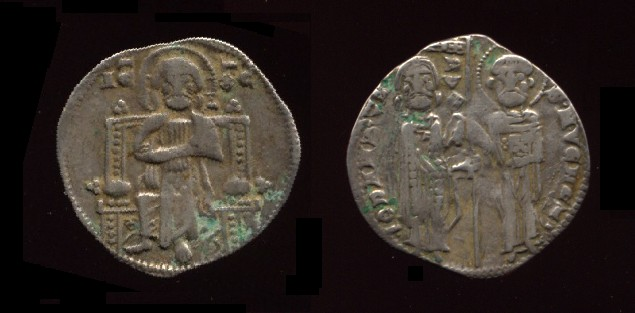
Pièce d'argent vénitienne (denier), 1280. Marc donne au Doge le drapeau ; au revers un Christ assis

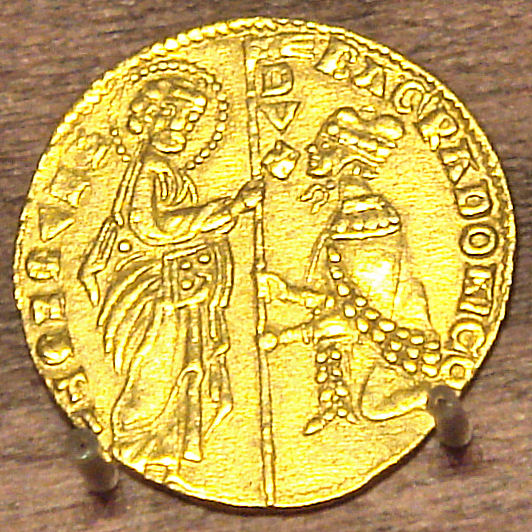
Pièce d'or de l'époque du doge Bartolomeo Gradenigo. Le doge reçoit le drapeau agenouillé.

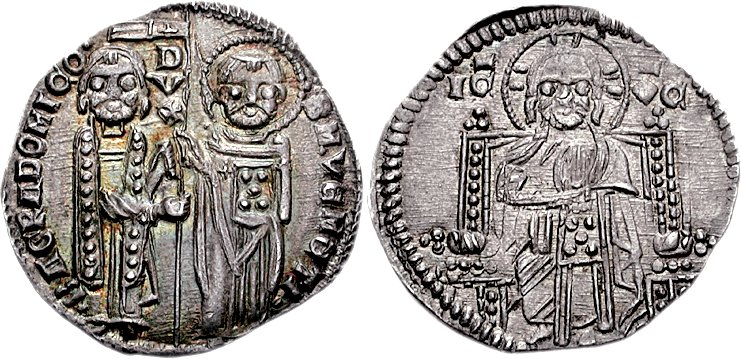
Monnaies d'argent (Grosso ou Matapan) de la même époque. Le doge et le saint tiennent ensemble le drapeau.

L'or et l'argent sont le seul moyen d'échange assurément reconnu. Mais au haut Moyen Âge, le besoin de valeurs normalisées et assurées s'accroît, par exemple pour pouvoir payer commodément les salaires pour des travaux de construction. Ce n'est cependant qu'au XIIe siècle que Venise commence à frapper ses propres monnaies : le grosso, avec un contenu en argent d'environ 2,1 g est utilisé pour des achats assez importants. Le soldo et la lira apparaissent comme pures unités de compte — pas comme des monnaies. Le soldo di grossi vaut 20 deniers, la libra di grossi en vaut 240.
Sur le marché intérieur, la monnaie usitée n'est pas le grosso (la grosse), mais le piccolo (la petite), qui contient moins d'un dixième de gramme d'argent. Là aussi, on dispose d'unités de compte, libra et solidus — lira et soldo.
En se fondant sur la quantité de métal, un grosso vaut 26,1 piccoli. À partir de 1268 on ne peut pas exporter plus de 25 petits deniers. Le piccolo circule à Venise et dans les villes de la lagune, et le grosso à l'étranger.
On obtient la confiance des partenaires commerciaux étrangers dans la stabilité en limitant au piccolo les variations de valeur (en général des dévaluations). Pour ne pas avoir à considérer ces variations dans les accords internationaux, pour ne pas effrayer les investisseurs, on invente à côté de la lira di piccoli et de la lira di grossi, une troisième monnaie de compte, la soi-disant lira a grossi, dont le rapport au piccolo est toujours de 1 à 26, indépendamment de l'évolution du rapport de cours avec la lira di grossi.
Les Vénitiens paient à l'est en argent, et en reçoivent de l'or qui y est en circulation. L'argent perd de sa valeur à l'ouest, tandis qu'il s'écoule vers l'est en raison de sa valeur, soutenue artificiellement. Venise est menacée par l'engloutissement dans le monde arabo-byzantin, où règne l'or, et dans ce cas par la perte de sa fonction de plaque tournante commerciale, par épuisement de ses réserves d'argent. Le même phénomène se produit à Florence et à Gênes. En 1252, ils laissent circuler simultanément les monnaies d'or et d'argent. Venise hésite, parce que l'afflux d'or y est nettement plus faible. Ce n'est qu'en 1285 que le doge Giovanni Dandolo lance la frappe du ducat d'or, à un taux initial de 1 pour 10,7 grossi. On dispose alors pour le commerce au long cours de grossi d'argent et de ducats d'or. Mais dès juin 1285, le ducat vaut 18,5 grossi, et cette parité est abandonnée à cause des fourchettes de change en 1296. En 1328, le Sénat baisse ce taux à 1 pour 24, ce qui fait correspondre une lira di grossi exactement à 10 ducats.
Si l'or est encore en 1284 onze fois plus cher que l'argent, le cours grimpe en 1305–1330 vers 1 à 14,2. À partir des années 1330, l'afflux d'or se renforce, ce qui freine la chute de l'argent. À partir de 1320 environ, les mines hongroises livrent de grandes quantités d'or. En quelques années, Venise se met largement à l'or et devient même le plus grand exportateur d'or, ayant été précédemment le plus grand exportateur d'argent. En outre, Venise commence en 1330 à frapper une pièce d'un soldo, mais avec une valeur de 16 à 18 piccoli au lieu de 20.
Mais le pèlerinage du roi Kanga Moussa du Mali vers La Mecque apporte 10 t d'or sur le marché. Le taux de change entre les deux métaux précieux tombe brutalement de 1 à 20 (1340) à 1 à 11 (1342), et finalement à 1 à 9,4 en 1350. L'argent devient toujours plus cher, et l'or meilleur marché. Il en résulte dans les années 1370 un arrêt presque complet des caravanes transportant l'or.
Par des libéralisations de la douane, on essaie de renforcer l'arrivée du métal précieux toujours en pénurie. En 1354, Venise interrompt la frappe du grosso pour soutenir sa valeur par une offre artificiellement restreinte — ce qui réussit jusqu'en 1379. Pendant cette période le taux de change or-argent se maintient entre 1 et 9,9 et 1 à 10,5, ne dépassant jamais 1 à 12,5. Il est sans doute décisif que Venise paie ses épices — on connaît sa richesse en poivre, qu'elle a hissée presque à un monopole — presque uniquement en ducats d'or. C'est ainsi que Venise constitue à long terme la plus grande « fuite d'or » de l'Europe.

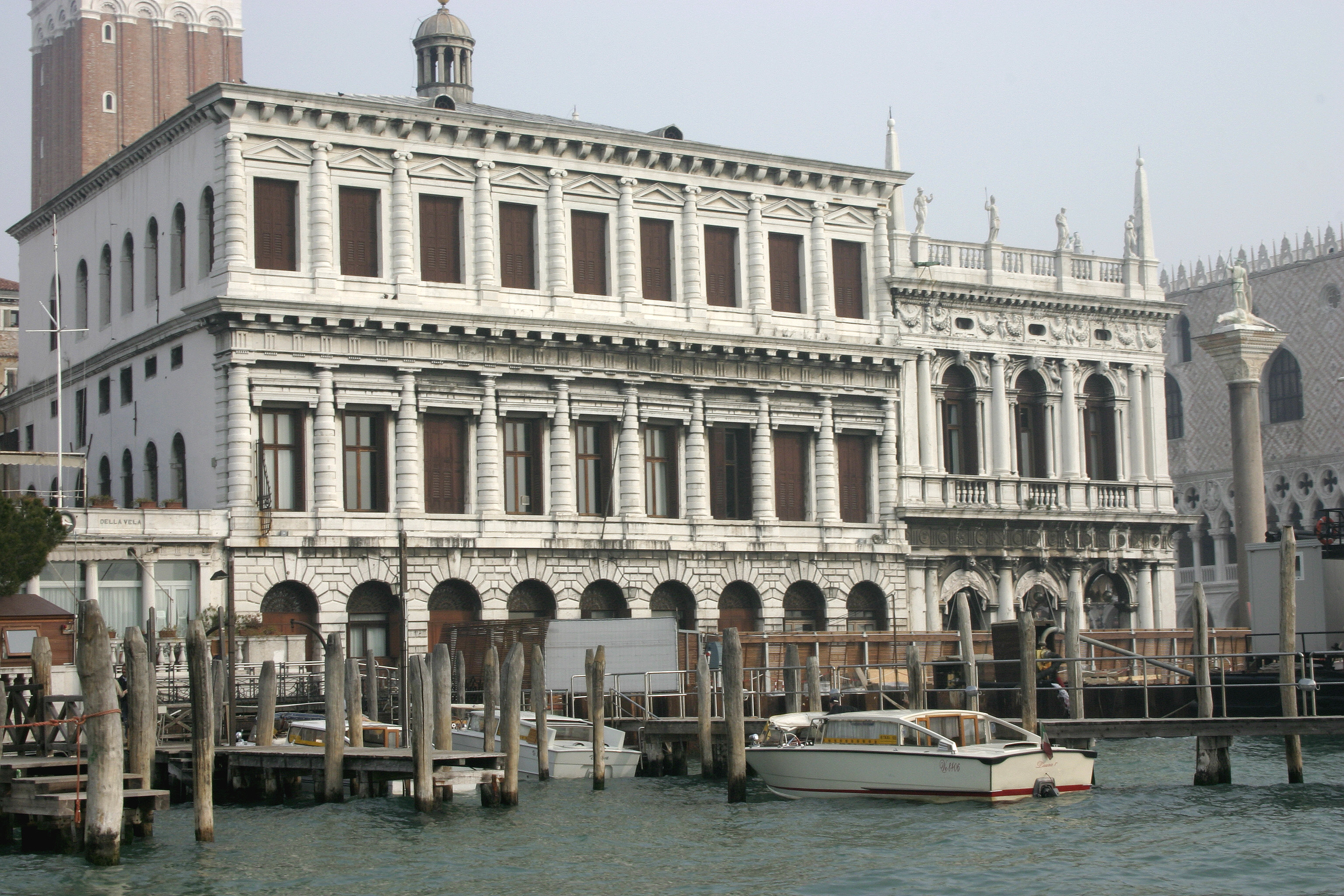
La Zecca, lieu d'origine des monnaies, près de la Biblioteca Marciana.

Le marché forcé des monnaies, dont la valeur métallique est souvent nettement plus basse que leur valeur nominale est une méthode souvent utilisée. En 1353, le Sénat crée une monnaie spéciale pour les colonies : le tornesello d'argent. En 1362 une grande cargaison de torneselli est apportée en Crète, où personne n'ose refuser les nouvelles monnaies. 1 tornesello correspond à 1,6 piccoli, mais le change officiel est de 1 à 3. La monnaie est ainsi évaluée presque deux fois plus cher que son contenu réel en métal précieux le justifierait. Au début de 1386, le Sénat constate que cette année, le gain net de cette affaire est de 4 000 ducats.
De la même manière, la Zecca procède en Vénétie avec le bagattino. Mais cette politique monétaire entre en collision avec les intérêts de Milan, qui commence en 1429 une politique ciblée de déstabilisation, en mettant en circulation des monnaies surévaluées, qui rapportent un gain de 20 % à l'échange avec les monnaies d'argent de Venise. Venise réagit immédiatement en diminuant le titre en argent du bagattino de 11 à 5,5 %. Simultanément, elle exige que les paiements de ses « sujets » soient en monnaies « de bon aloi ».
Ce n'est qu'en 1472 que Venise se départ de cette variante « d'impérialisme monétaire », qui aurait fini à la longue par ruiner la terraferma. En tout, la pratique monétaire retarde le développement d'une économie agricole profitable, les gains étant constamment ponctionnés par le fisc.

### Banques d'État et privées, change et spéculation

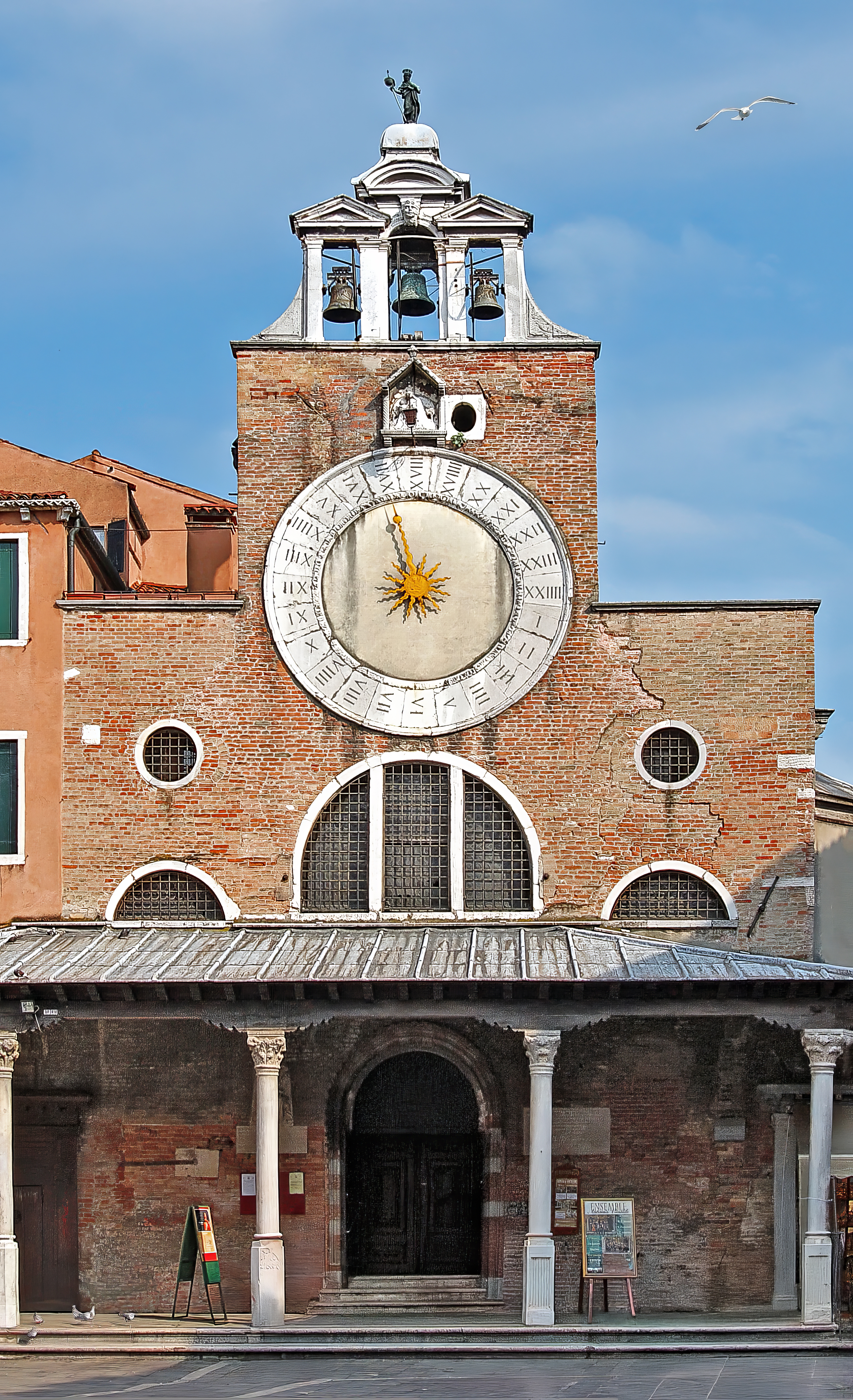
San Giacomo di Rialto, dont les cloches annoncent l'ouverture du marché et de la banque

Les grandes fortunes ont leur origine dans le commerce au long cours et dans les immeubles. Venise s'oppose ainsi aux métropoles d'Italie du nord, comme Florence, où les prêteurs et les banquiers en arrivent à d'énormes fortunes. Cependant, Venise a besoin de banquiers.
Tout d'abord, le besoin croissant d'échanger une devise pour une autre a conduit à ce que des comptoirs de changeurs soient établis sur la place devant San Giacomo di Rialto près du pont du Rialto — et dans une moindre mesure sur la place Saint-Marc. Ces changeurs échangent à la main monnaie contre monnaie. Mais cela ne suffit pas pour les besoins en transferts rapides d'argent entre deux endroits éloignés. Les Banchi da scripta se chargent tout d'abord de cette tâche, en permettant à un client de la banque de « faire des virements » à distance d'un de ses comptes sur un autre. Mais il faut que l'émetteur et le bénéficiaire possèdent un compte dans la même banque.
Pour la compensation des débits et des crédits entre clients de banques différentes, on se sert bientôt d'une forme simplifiée de lettre de change. Ceci permet le virement par instruction écrite, bien que cette forme de transfert monétaire ne soit attestée à Venise que tard.
Avec ce processus, il faut garder à l'œil que le volume du commerce dépasse souvent les quantités disponibles de métaux précieux, si bien qu'un manque d'espèces pourrait arriver, en rejetant les activités commerciales à de simples activités de troc. C'est pourquoi une circulation monétaire non métallique devient bientôt indispensable.
La commune elle-même renforce le besoin de crédit. Elle apparaît souvent comme emprunteur, pour financer par exemple des guerres ou des importations de blé. Ces grands emprunts perturbent le marché du crédit et de l'argent, et poussent les taux d'intérêt vers le haut. Ce n'est que la circulation croissante de l'argent à partir de la seconde moitié du XIVe siècle qui réduit lentement le niveau des taux.
Le change émerge à Venise peu après 1200. Mais encore en 1227, on préfère envoyer dans les Pouilles un acheteur de blé pour la ville, avec des barres d'argent sous hautes mesures de sécurité, plutôt que d'utiliser ce moyen de transfert. Cela a duré encore un siècle jusqu'à ce que l'usage du transfert soit presque naturel.
Bientôt certains banquiers se spécialisent comme « courtier en change » dans la spéculation sur le change. Ces affaires perçoivent déjà des provisions, puis les frais pour le change, le courrier et d'autres postes.
Une autre sorte de spéculation, moins liée à des personnes individuelles, vit des fluctuations du marché des changes. Elle est plus sûre pour l'investisseur. La demande pour l'or s'accroît parce que les convois navals réguliers vers la Syrie et l'Égypte partent pour y acheter des denrées de luxe. Ceci resserre le marché de l'argent et cause des gains toujours plus élevés sur le change.

### Métiers et corporations

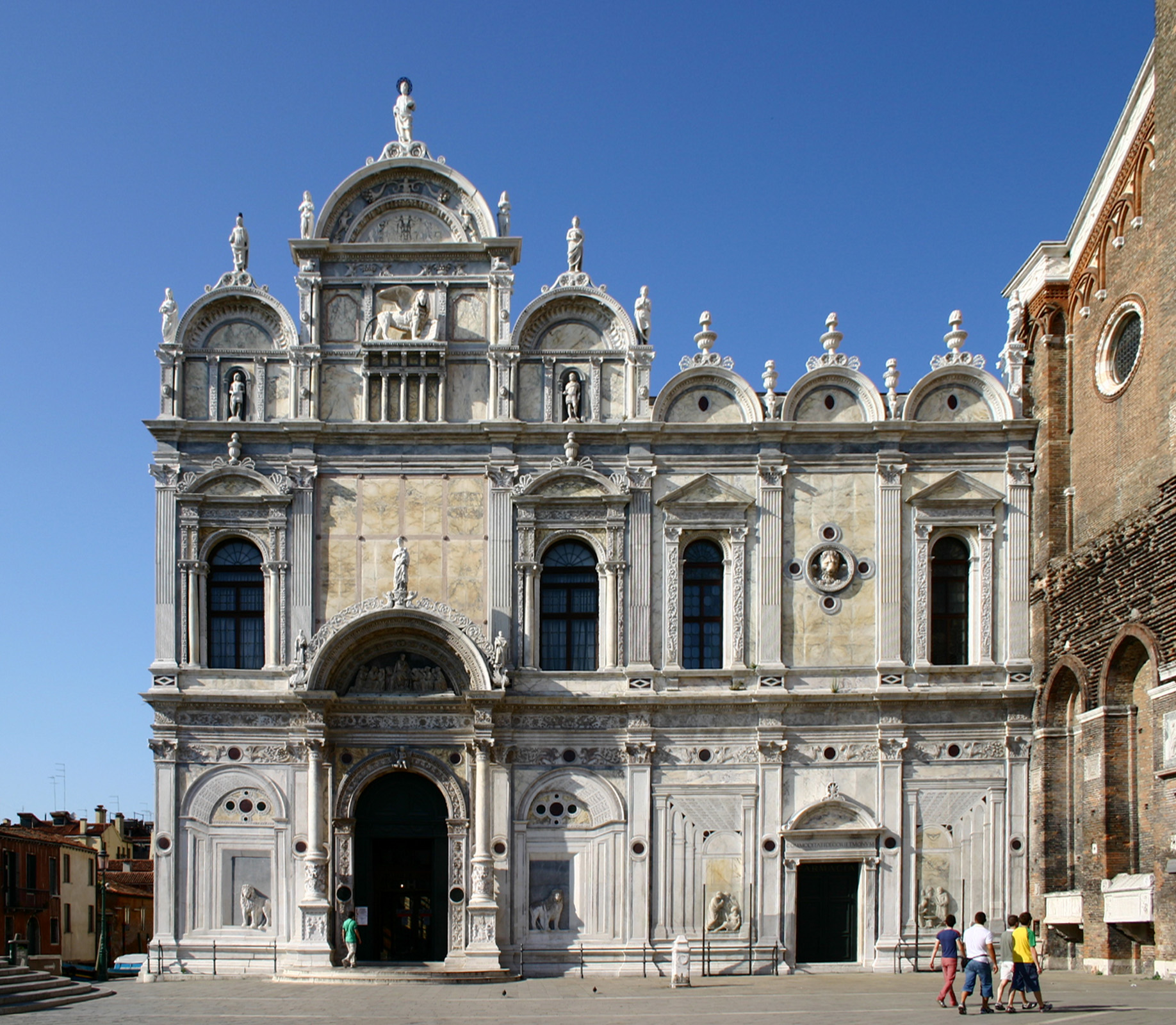
Scuola Grande di San Marco, Giovanni Dall'Orto, 2006

Venise n'est pas une ville exclusivement commerciale. Après l'industrie de la construction navale, avec ses besoins en bois, métal, poix, chanvre, etc. il y a « l'industrie de la construction ». Car elle est aussi militaire.Les fortunes croissantes permettent les métiers qui façonnent le cuir, les fourrures, les étoffes, les pierres précieuses, mais aussi les armes, les cristaux et le verre, de la plus haute qualité.
Toutes les importations peuvent conduire à de nouvelles améliorations. Par exemple, la soie syrienne et chypriote est retravaillée en futaine. En outre, une bonne part est revendue au-delà des Alpes, comme le sucre, l'huile et le vin, mais aussi la soie.
Les métiers sont organisés en scuole semblables à des corporations, mais qui n'atteignent jamais à Venise le pouvoir qu'ils ont par exemple à Florence. D'une part, ils sont plus contrôlés et dirigés, d'autre plus impliqués dans la représentation de l'État.

#### Construction navale

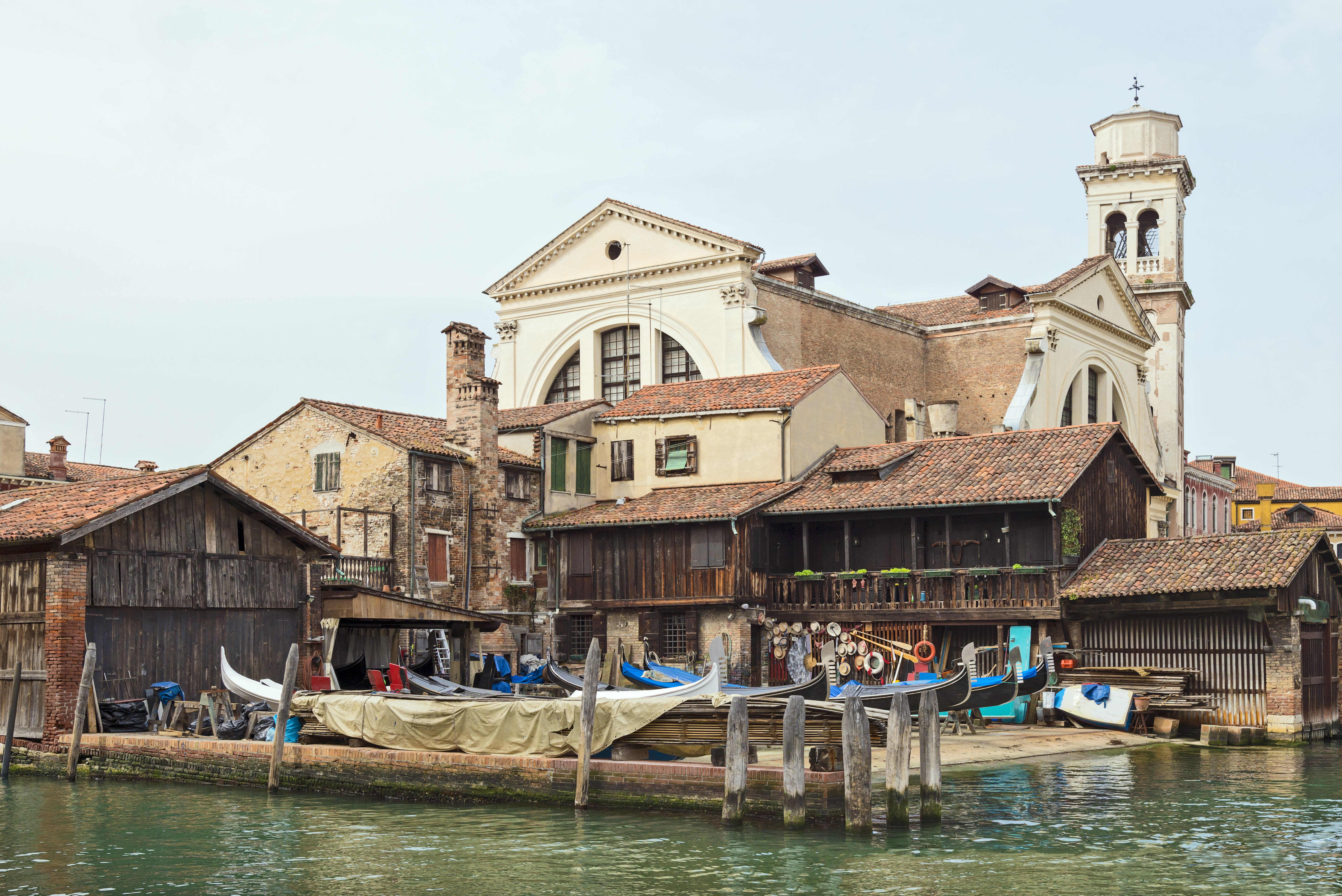
Chantier naval pour gondoles, sur le rio de San Trovaso

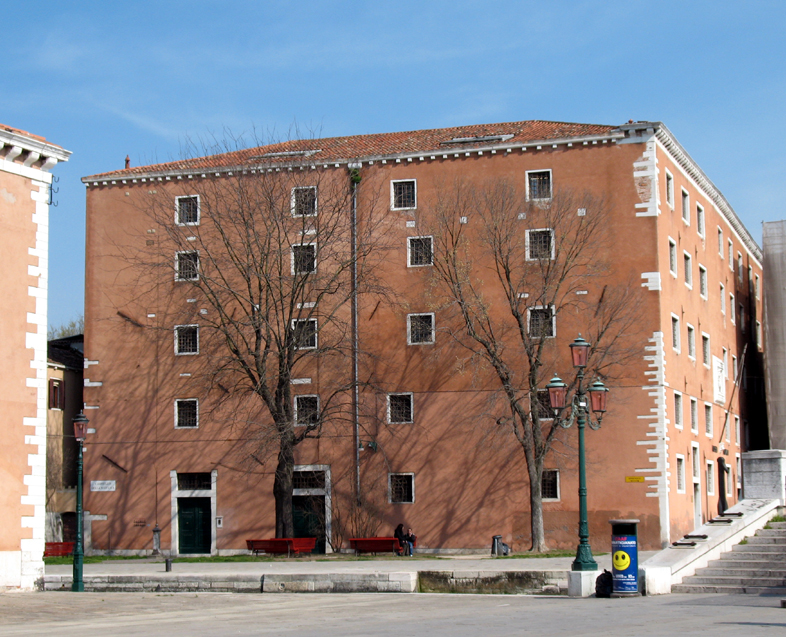
Musée de la navigation, initialement entrepôt de biscuits pour la flotte et l'arsenal, XIVe siècle

Marangoni et calafati (charpentiers et calfats) appartiennent aux professions les plus importantes, qui par l'extension des chantiers navals dans la ville, les squeri, et avant tout par l'arsenal prennent un grand poids. Une concurrence s'établit pour leur force de travail entre les constructions des bateaux de guerre par l'État et celles de bateaux privés. Les ouvriers des chantiers navals doivent cesser leur travail sur injonction et collaborer à l'arsenal. Les maîtres doivent être enregistrés dans une sorte de registre du métier, et peuvent avoir jusqu'à deux aides, mais autrement, le fonctionnement de l'arsenal est entre les mains de la commune, qui s'occupe de l'approvisionnement, du matériel et des ouvriers, ainsi que de leur paiement.
Les squeri, qui sont dirigés par un ou un groupe de sociétaires engagent en général un protomaestro, qui à son tour engage des maestri. Ceux-ci représentant plutôt des travailleurs spécialisés, reçoivent un salaire à l'ouvrage ou à la semaine, et peuvent amener des apprentis et des aides. En outre, le propriétaire du squero peut diriger le travail lui-même, ou bien confier le chantier aux donneurs d'ordres, qui ne paient qu'un loyer en échange.
Tommaso Mocenigo, doge de 1414 à 1423 rapporte qu'à Venise travaillent 3 000 marangoni et 3 000 autres calafati.
Le potentiel d'exportation pour la construction navale est élevé, mais, pour des raisons de sécurité et la protection de secrets de production, les étrangers, au plus tard à partir de 1266 ne peuvent plus faire construire de bateaux à Venise qu'avec la plus haute autorisation, et à partir de 1293, même, plus du tout.
Une situation semblable se présente avec la voilerie et la corderie, qui travaillent principalement pour le marché civil de la ville et pour la marine. Mais les voileries et les corderies ont besoin de grandes quantités de toiles et fibres solides, tandis que même les vêtements les plus simples sont faits de tissus plus fins et plus chers. Leurs matières premières sont différentes aussi, ainsi que l'organisation de la fabrication, si bien qu'elles prennent un développement largement différent des autres industries textiles.

#### Tissus
En général, la production artisanale est orientée vers le marché local. Cependant cette production a besoin de matières premières de pays très lointains. On importe par exemple le coton de Sicile, d'Égypte et de Syrie. Au XVe siècle, les colonies comme la Crète, et plus tard Chypre, produisent du coton et en négligent même la culture des céréales.
La majeure partie des tissus est importée. Seulement vers 1300, on peut reconnaître une certaine incitation par la municipalité. Des instructions à tous les fonctionnaires municipaux de ne porter que des étoffes vénitiennes provoquent une croissance de la production.
Mais le développement de l'industrie de la laine est gêné par des intérêts commerciaux et fiscaux. D'une part, les commerçants au long cours importent les lainages les plus fins de Flandre, pour les exporter vers le Proche Orient. Néanmoins, une bonne partie est interceptée à Venise, ce qui nuit à l'industrie locale. Également les qualités encore pas complètement développées de Toscane sont déjà mises au XIIIe siècle sur la liste des produits hautement taxés par des droits de douane encaissés par le fisc — et encore plus quand ils livreront plus tard les meilleurs tissus qui soient. Le fisc et les marchands au long cours n'ont pas d'intérêt pour une industrie locale, et même si on avait le savoir-faire nécessaire, cela succomberait sous une concurrence supérieure.
La situation dans l'industrie de la soie est toute différente, avant l'immigration de Lucques, qui augmente la quantité, mais avant tout la qualité. Les maîtres sont hautement qualifiés et stimulent par leur travail d'autres productions comme les teintureries et les filatures d'or. Ce genre d'étoffes de luxe est de plus en plus demandé par une classe de marchands devenus riches.

#### Verre

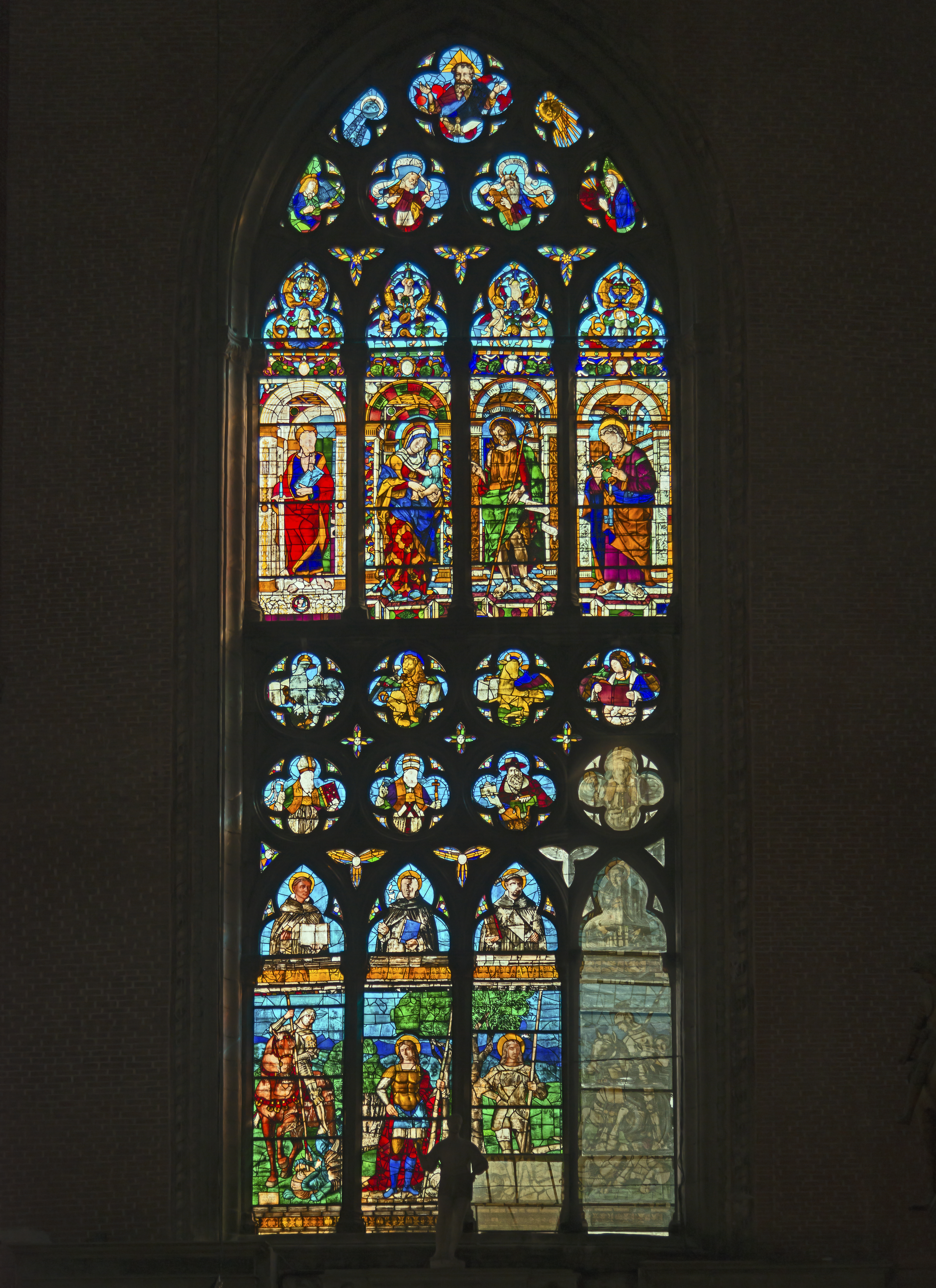
Vitrail, S. Zanipolo, XVe siècle

La production de verre est attestée dès le IVe siècle. Jusqu'en 1291, quand on a déplacé les fours de verrerie vers Murano en raison du danger d'incendie, les fours sont à l'intérieur de la ville. En 1295, sont écartés de la corporation tous les maîtres qui continuent à exploiter même un seul four, face aux nombreux situés hors de la ville. En outre, aucun étranger ne doit être initié aux secrets de l'art du verre.
Le verre est presque exclusivement soufflé et tourné à la canne, même les vitraux. Les fenêtres en verre sont longtemps un luxe inouï, ce qui ne s'explique pas seulement par une technique onéreuse, et une grande consommation d'énergie, mais avant tout parce qu'il faut brûler d'énormes quantités de plantes pour obtenir un ingrédient, la potasse. Pour obtenir un kilogramme de potasse, il faut 1 000 kg de bois. L'addition de potasse à la masse de verre est nécessaire pour abaisser le point de fusion de 1 800  à   1 200 °C. Pour la masse du verre, on fait attention à utiliser le sable le plus blanc possible, pour le verre transparent. On utilise comme ingrédient le sable verrier du Tessin ou du marbre calciné.
On a moins étudié le commerce important des perles de verre, avec lesquelles Murano fournit toute l'Amérique via des firmes commerciales comme la Compagnie de la Baie d'Hudson, et aussi l'Asie et l'Afrique du XVIe siècle au milieu du XIXe siècle. Celles-ci vont de perles simples jusqu'à des œuvres d'art polies à la main. Elles sont produites par des verixelli, tandis que les flacons et similaires sont faits par des phioleri.

## Affirmation parmi les puissances mondiales (mi-XVesiècle— 1571)

### Budgets militaires croissants: construction navale etcondottieri

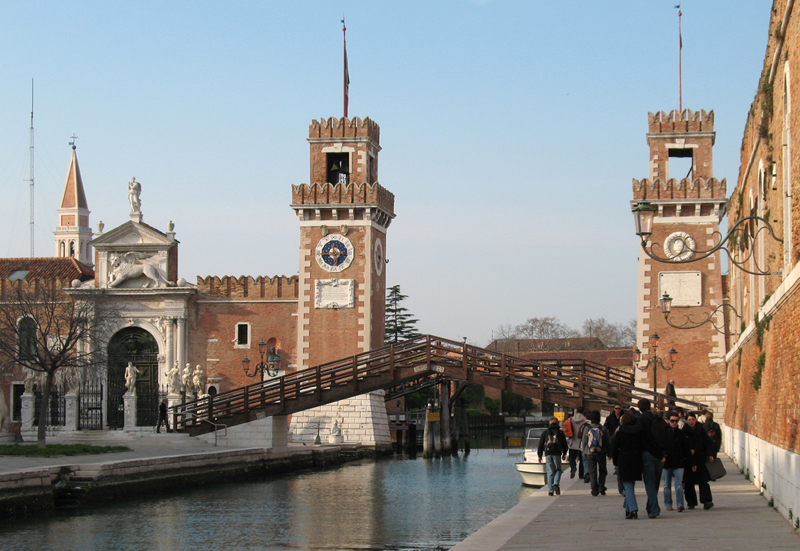
Entrées sud de l'arsenal, à dr. l’Ingresso all'Aqua (porte de l'eau), à g. l’Ingresso di Terra (porte de la terre)

Au XVe siècle l'espace méditerranéen est dominé par les royaumes ibériques et l'Empire ottoman. Mais Venise garde presque toutes ses forces en Italie. Les guerres contre la rivale Milan l'ont menée à la limite du supportable économique. Comme le financement de la guerre repose sur des emprunts forcés, à peine après deux ans de guerre, il s'avère que 59 % des fonds disponibles ont été encaissés. Certes, en 1428–31 il se produit un certain apaisement, mais de 1431 à 1441, ils atteignent parfois 40 % par an — au total, ils atteignent 288 %. Indépendamment du fait qu'il y a une vaste marge entre les fortunes estimées, qui sont à la base de ces chiffres et les montants réels, cette procédure signifie la banqueroute pour de nombreuses familles. En outre, le taux annuel des intérêts baisse de 5 % à 4 %, puis à 3 %.
Quand Francesco Sforza devient en 1450 duc de Milan, et quand les Ottomans prennent Constantinople (1453), le Sénat esquisse un programme de rigueur inhabituelle : presque toutes les ressources de l'État ne devront à l'avenir servir qu'au financement de la guerre, tous les paiements de traitements sont cessés pour un an, tous les locataires apportent une demi-année de loyer, tous les loueurs un tiers de leurs revenus en maisons et boutiques. La communauté juive doit apporter une contribution spéciale de 16 000 ducats. Enfin les droits de douane et d'amarrage des bateaux et de leurs chargements sont augmentés. L'impôt direct n'est jamais abandonné, non seulement pour les habitants de la terraferma, mais aussi pour ceux de la ville.
Néanmoins, Venise conclut le 18 avril 1454 un traité de paix avec les Ottomans, qui laisse un accès libre des ports à ses marchands. En outre, la colonie de Constantinople subsiste, et seules les marchandises vendues sont soumises à une douane modérée de 2 %. En 1463, Venise commence à nouveau une guerre. Avec la paix du 26 janvier 1479, elle doit renoncer à Shkodër en Albanie et à l'Eubée, et payer un tribut annuel de 10 000 ducats. Néanmoins le commerce reste libre, même jusqu'à la Crimée et vers l'empire de Trébizonde. Mais les principales voies commerciales se déplacent toujours plus vers Beyrouth et Alexandrie. Au point le plus bas, en 1483, plus une seule galère ne va à Constantinople.
Cependant le commerce avec les Flandres est florissant, avant tout sur les épices, et en première ligne le poivre. En 1486, quatre galères transportent des marchandises pour une valeur de 180 000 ducats. De même, le commerce en direction de la France et de la Tunisie resplendit. De « nouvelles » marchandises de masse, comme le vin, les métaux, la soie et les tissus y jouent un rôle croissant.
Malgré toutes les difficultés, Venise semble avoir joui de la plus grande prospérité à la fin du XVe siècle.

### Protectionnisme et nouvelles industries
Il y a déjà depuis longtemps des méthodes pour protéger le commerce et l'industrie. Mais les attaques des années 1423 et 1436 représentent un sommet du protectionnisme au profit de l'industrie textile, qui interdit rigoureusement de porter sur soi des tissus venus des villes du continent. Par là, deux industries étroitement liées reçoivent un nouvel élan, la teinturerie et la production de soieries. En 1421 il est à peine possible d'importer de la soie. En 1457 il est même interdit sur toute la terraferma d'exporter de la soie brute, sauf si elle a été d'abord importée à Venise et soumise aux droits de douane habituels. C'est ainsi que l'industrie de la soie en expansion occupe après 1500 environ 2 000 tisserands de soie, ce qui en fait la plus grande industrie de luxe, sans compter la production de brocart et de damas.
Les industries les plus importantes continuent néanmoins à être les constructions immobilière et navale. Mais cette dernière, à partir de 1370, n'est plus en mesure d'occuper suffisamment de calfats ni de charpentiers de marine, si bien qu'un grand nombre d'entre eux émigrent. En outre, le Sénat fixe les salaires des 6 000 calfats et charpentiers si haut que les chantiers navals ont des difficultés à s'affirmer face à une concurrence croissante.
Une certaine détente est apportée par le développement de nouvelles branches de production, comme celle de la canne à sucre. En 1366 la famille Cornaro de San Luca réussit à acquérir de grandes propriétés sur Chypre. La canne à sucre y fait d'elle une des plus riches familles de Venise. Sur Chypre, le processus de production reste dans une seule main presque jusqu'au sucre raffiné, une partie du raffinage étant faite à Venise.
Pour d'autres denrées, ce principe est encore plus apparent, tant pour d'anciennes branches de production comme la fabrication de fourrures et de cuir, mais aussi pour de nouvelles comme celle de savon. Celle-ci se distribue largement sur une grande quantité de petites affaires, mais elle laisse aussi de la place pour des entreprises à gros capital. La production de bougies développe aussi progressivement une division du travail, où la cire brute est produite dans les Balkans, puis transformée en bougies à Venise — même pour l'exportation. Cette division du travail entre la production des matières premières d'une part et le travail de finissage à Venise de l'autre est d'autant renforcée que les produits déjà raffinés de la terraferma n'ont souvent le droit d'être exportés que via Venise.
La politique économique qui se dessine progressivement n'est pas seulement destinée à diriger les bénéfices vers Venise, à renforcer le fisc ou à protéger et élargir les possibilités d'embauche. Elle encourage en outre les étrangers à importer de nouvelles technologies et bientôt du capital. Dès le XIIIe siècle, on rend possible la construction de moulins à vent par des inzenieri attirés du Saint-Empire. Dès le début du XVe siècle, ont leur accorde non seulement un accès facilité aux financements, aux permis de construire et de passage, mais avant tout la première protection par brevet véritable. C'est ainsi que les premiers constructeurs de machines compliquées, comme celles que représentent les moulins à vent mis au point en Europe du Nord-ouest, peuvent exploiter leurs découvertes économiquement pendant plusieurs décennies sans devoir craindre d'être évincés par des plagiaires. En quelques décennies s'élèvent à Venise des douzaines de grands moulins à vent, qui suffisent en grande partie pour les énormes besoins en farine.
Dans cet environnement favorable à l'innovation, Jean de Spire obtient en 1469 un privilège qui lui permet d'imprimer avec des caractères mobiles. En quelques années Venise monte au rang de première imprimerie d'Italie, puis au XVIe siècle d'Europe. Cinquante imprimeries atteignent non seulement une grande importance culturelle, mais aussi un facteur économique de poids dans la ville.
L'industrie du verre prend un élan substantiellement plus lent, mais d'autant plus durable. Le besoin croissant en récipients, mais aussi en vitres, en lentilles et en lunettes, et avant tout en miroirs en font une des industries les plus profitables. Dès le XVe siècle apparaissent 41 entreprises de vente. La part du lion est bientôt consacrée à l'exportation. Il s'y ajoute au célèbre cristallo une autre redécouverte : le lattimo, verre laiteux blanc.
Grâce à l'extension de la ville comme objet d'art dans son ensemble, les ateliers de tailleurs de pierre fleurissent, pour la construction et l'embellissement non seulement des bâtiments de prestige de l'État, mais aussi des nombreux palais, ponts et rues. Et aussi les travaux de marqueterie et les plafonds à caissons ont besoin de nombreux artisans et artistes, peintres, bronziers, lapidaires et nombreux autres artistes approvisionnent un marché rapidement croissant du luxe et de l'art.

### État et finances

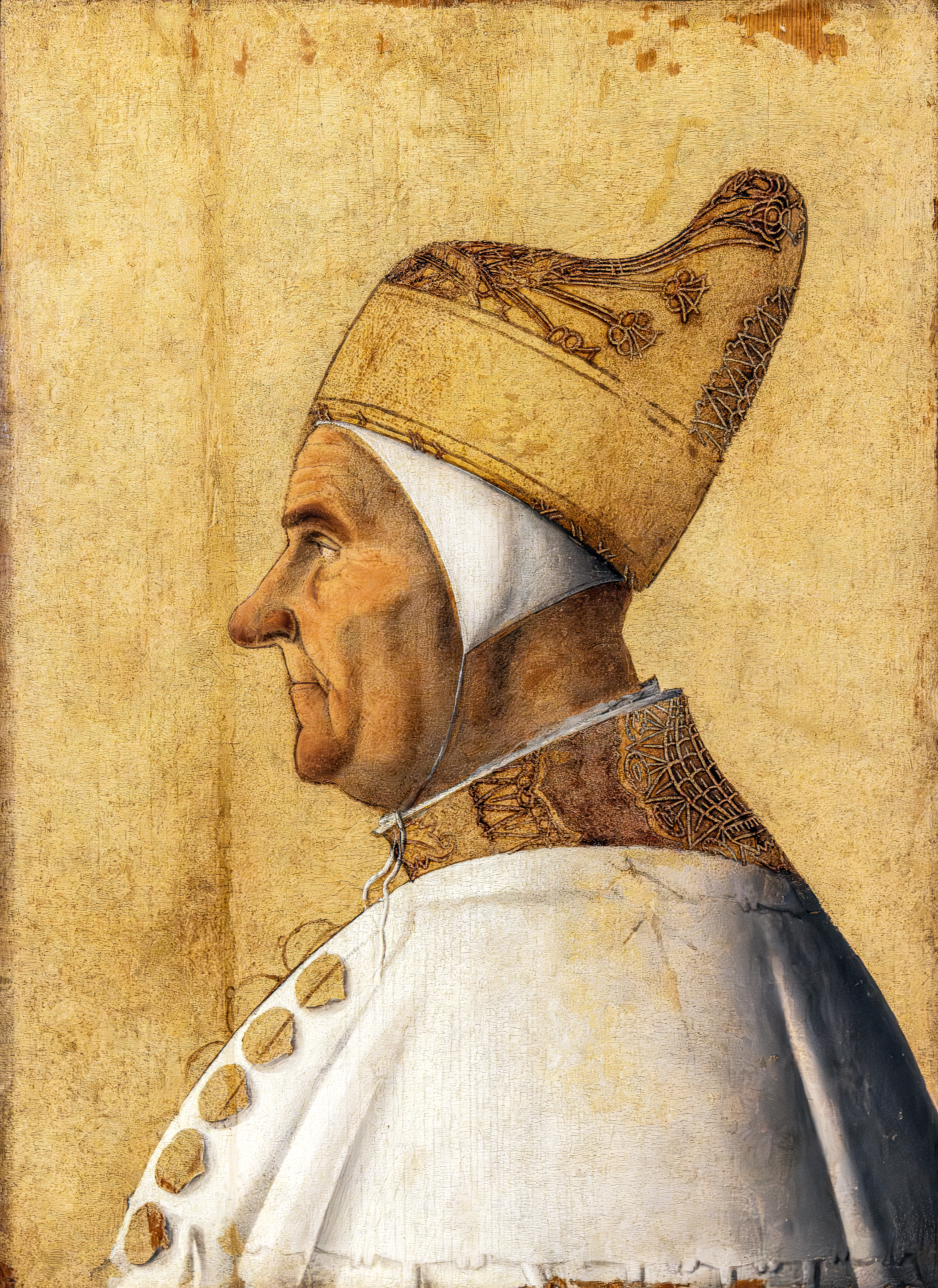
Giovanni Mocenigo par Gentile Bellini, 1480

Deux tâches ne peuvent être financées que par des mesures ad hoc : la guerre et l'approvisionnement en nourriture. Le Monte Vecchio, une espèce de « dette publique », est alimenté par des emprunts ou des taxes, c'est-à-dire par la taxation des biens des familles imposables ou par une charge sur le commerce au long cours. Une longue querelle se déchaîne sur cette question fondamentale, le Sénat préférant en général l'emprunt forcé. Ce n'est que quand le cours des titres d'emprunt s'effondre à 13 % en 1474 que s'approche la fin de ce système.
Pour les souscripteurs des emprunts forcés, la chute de ce système de financement a des suites catastrophiques : d'abord, le taux d'intérêt chute à 1 %, puis le remboursement traîne de plus en plus en longueur. En 1453, on en est déjà à 8 ans de retard pour le paiement des intérêts, 10 ans plus tard déjà à 13 et en 1480 à 21 ans.
En 1463, Venise introduit un impôt direct. À la fin, ce développement aboutit en 1482 à la création du Monte Nuovo. La dépense ne dépend plus sur les indications difficiles à contrôler des redevables, mais elle incorpore les immeubles retenus au cadastre et leurs revenus. Ce nouveau mode d'évaluation fait que Venise peut tirer de son domaine de souveraineté devenu substantiellement plus grand environ un million de ducats d'or. La ville devient ainsi une des puissances les plus riches du monde d'alors.

### Politique économique et monétaire

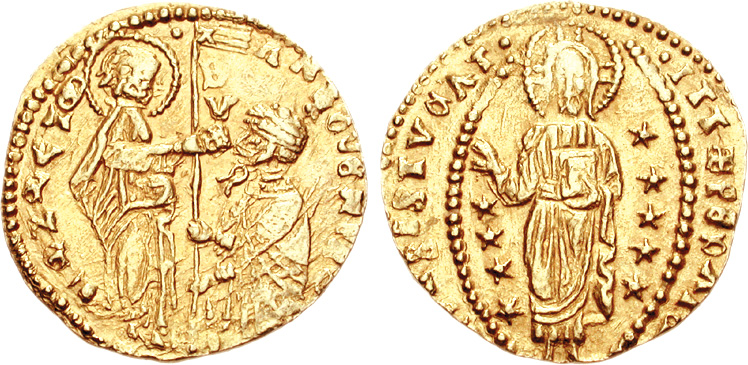
Sequin de l'époque du doge Antonio Veniero de 1382, 3.51 g

Dès 1407 le Sénat constate que la « Syrie » (on entend par là alors tout le Proche-Orient) exige de l'or, et non plus de l'argent. Cependant, on n'abandonne pas ce moyen de paiement immédiatement. Cela pourrait avoir un rapport avec le cours de change entre le ducat d'or et le « petit » denier qui circule à Venise, le denaro piccolo. En 1284 un ducat vaut encore 576 piccoli, en 1380 déjà 1032 et en 1417 1212. Certes, le Conseil des Dix, qui essaie de régler plus rigoureusement l'ordre monétaire, arrive à freiner la dévaluation entre 1472 et 1517 à 1 à 1488, mais le piccolo s'effondre définitivement en 1592 en atteignant un rapport de taux de 1 à 2400. Cette dévaluation du piccolo ne provient ni du rapport des valeurs entre or et argent, ni d'autres facteurs explicatifs comme la peste ou les guerres. D'une part, la différence de la proportion de métal précieux ne diminue pas de la même manière, c'est le fisc qui encaisse la différence. Dès 1379 cette différence se situe à 19 %. Ce procédé rend les pièces peu à peu si petites que l'on frappe bientôt de nouvelles pièces avec une valeur quadruple (quattrino) voire octuple (ottino) du piccolo. Mais cela ne suffit bientôt plus, et bientôt apparaissent des pièces de 2 et 4 soldi, ce qui correspond à 24 et 48 piccoli.
Pour tous ceux qui sont intéressés par les revenus de l'économie intérieure, ces mesures représentent une lourde charge. Mais le Sénat est dominé de loin par des commerçants au long cours, qui profitent au contraire des salaires et produits avantageux. Dans le Grand Conseil, la distribution des intérêts est un peu autre, si bien qu'il y est exigé en 1456 d'arrêter définitivement la frappe des pièces en cuivre. Ces pièces sont entretemps les seules qui circulent encore sur la terraferma, parce que les pièces d'argent y sont beaucoup trop peu fiables. C'est pourquoi la politique monétaire de Milan, qui menace de faire basculer le système monétaire vénitien dans un chaos complet, repose sur une base créée par le Sénat lui-même.
En 1472 le Conseil des Dix qui devient de plus en plus puissant prend la supervision des monnaies et commande de soumettre toutes les pièces à un examen d'authenticité. Les pièces d'argent sont rétablies dans leur valeur, un grossetto un peu plus cher est frappé, puis un grossone encore plus cher, qui contient suffisamment d'argent pour que 24 grossoni vaillent à nouveau un ducat.

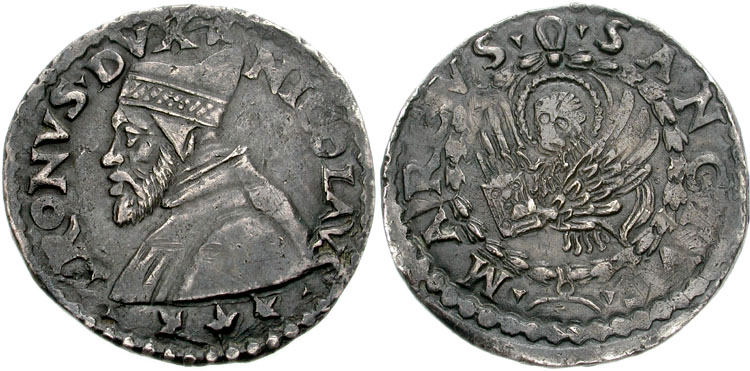
Lire Tron (d'après le doge Niccolò Tron, 1471–73), 6.43 g, représentation en portrait du Doge, lion de Marc avec l'Évangile

C'est pourquoi le Conseil commande de ramasser les anciens deniers et de mettre en circulation à la place pour la première fois une lira (= 240 deniers). Elle est nommée d'après le doge régnant lira Tron. La politique rigoureuse des Dix fera que dans les 45 années suivantes, le ducat d'or correspondra toujours à 124 soldi d'argent.

### Banques et assurances
Dès le premier quart du XVe siècle, on a la trace de 14 banques privées. Elles ont leur siège sur le marché du Rialto, qui devient pour ainsi dire une bourse siégeant tous les matins.

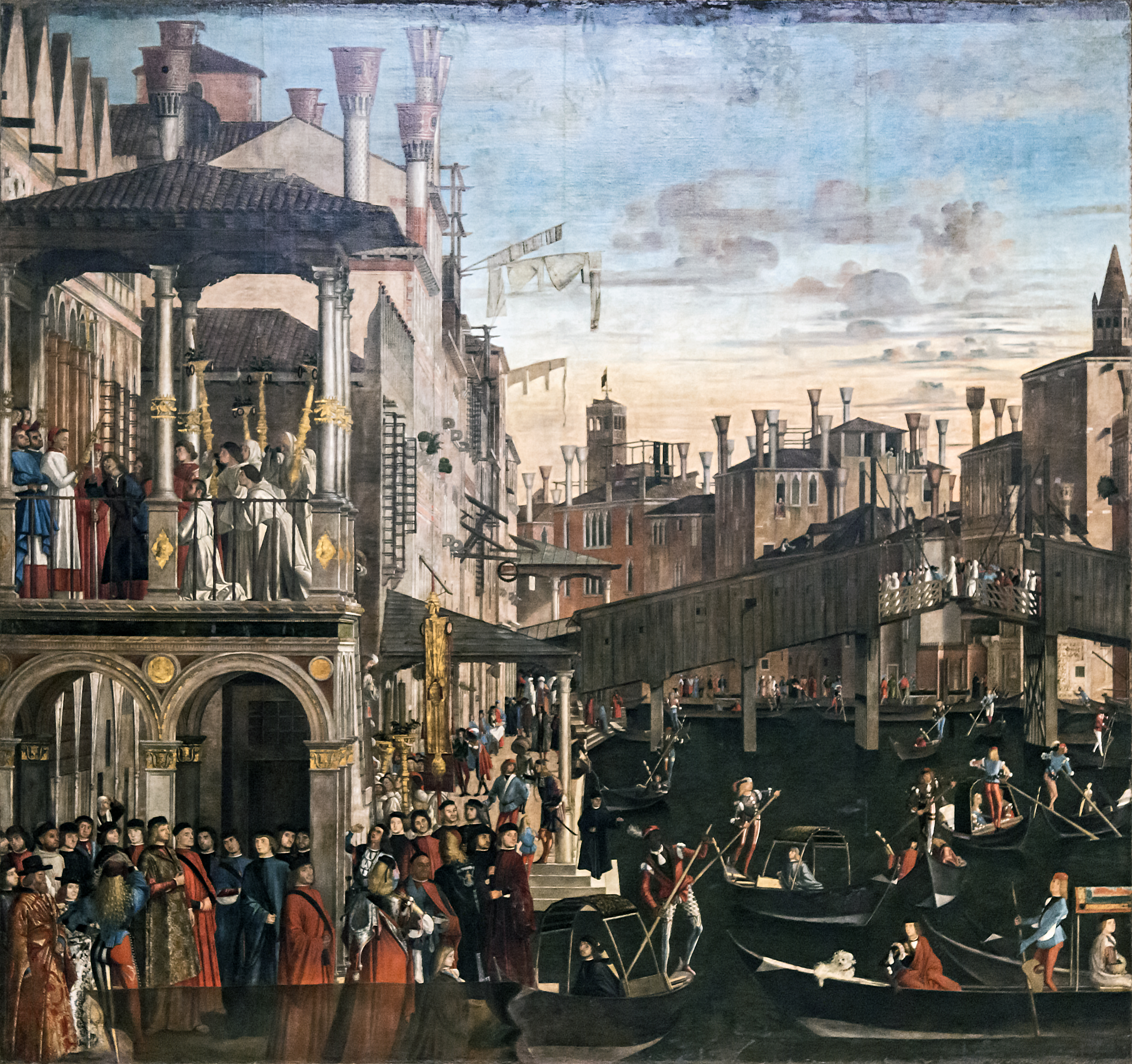
Le miracle de la relique de la Croix au pont du Rialto en 1494 (Vittore Carpaccio)

Une Banco de Scripta n'y a pas une pure fonction notariale, en certifiant les mouvements de compte, mais ses clients doivent y laisser une caution, si bien que la banque a de grands biens à sa disposition. Le Sénat est incliné à limiter les risques des prêts de crédits à partir de ces cautions, que font les banquiers malgré les interdictions. Ils ne peuvent plus dans aucun cas, à partir de 1404, investir d'argent dans des entreprises de commerce, quand ils ont souscrit des emprunts. Ceci ne peut subir d'exception que pour le commerce des céréales. On accepte le risque de la banqueroute (banca rotta), si l'on peut rendre par là plus sûr l'approvisionnement en céréales.
À l'origine un moyen d'échange entre diverses monnaies et des lieux divers, le change se développe comme un des moyens les plus importants de transfert de fonds —
malgré l'interdiction de l'Église pour les prêts à intérêt. Cette interdiction se dirige contre une caractéristique du change qui se développe dans une certaine mesure sans le vouloir. Comme il se passe un certain temps entre les opérations de change, ce processus se transforme presque immédiatement en un moyen de crédit, pour lequel on demande des intérêts plus ou moins bien dissimulés.
En outre, on peut faire des profits à partir des cours de change entre les diverses monnaies. Les banquiers et les marchands italiens comme Francesco di Marco Datini dominent complètement ce domaine vers 1400, et même des Vénitiens comme
Giacomo Badoer contrôlent ce processus spéculatif avec virtuosité. Ceci attire des banquiers du Saint-Empire, qui s'appuient sur les structures développées d'Italie. La possibilité de contester les changes forme une étape centrale, qui apparaît pour la première fois peu après 1400 à Barcelone.
Au plus tard à la fin du XIVe siècle se met en place à Venise une assurance maritime, comme elle existe depuis longtemps à Gênes et à Florence. En général, ce n'est pas le bateau qui est assuré, mais les marchandises qu'il transporte. En moyenne, on paye 6 % de la valeur de la marchandise, avec de fortes fluctuations dans les deux sens. Ces fluctuations peuvent trouver leur origine dans la durée du voyage, le type de marchandise et la sécurité des voies maritimes utilisées.

### Comptabilité et techniques commerciales
La communication au sein des sociétés de commerce croissantes et plus complexes exige une circulation extensive d'écrits. En outre, la plupart des marchands passent très tôt à l'écriture de leurs notes dans leur langue maternelle, le volgare, et non plus en latin. Si bien que l'écriture reste longtemps considérée comme méprisable dans le monde de la noblesse, tandis qu'elle appartient à la formation de base dans le commerce au long cours vénitien.
D'habitude, on apprend pendant trois ans les connaissances élémentaires, puis on passe au calcul. Le maniement réel de la comptabilité (livres de compte, tenue des comptes, tenue des livres, etc.) n'est en fait transmis que par la pratique dans l'établissement d'un marchand.
La comptabilité permet de mesurer les succès ou les échecs de la firme avec précision et en temps réel, par une actualisation permanente des données, ce qui permet un direction plus rationnelle. Cependant, il ne faut pas négliger le fait que toutes les entreprises commerciales ne tiennent pas cette technique pour indispensable. Ce système, connu comme scrittura alla veneziana est exposé clairement et reçoit une extension plus grande par l'ouvrage « Summa di Arithmetica » de Luca Pacioli de 1494. À Venise, les Soranzo et autres l'utilisent dès les années 1430.
À côté, il se développe un système d'instruments consistant en livres divers, brouillons, carnets, notes, mais aussi des copies, des reproductions, et finalement des livres secrets, comme ils sont largement recueillis de Francesco di Marco Datini. Au XVe siècle, il se développe un nouveau type de manuel, la description des méthodes de comptabilité, confectionné par Benedetto Cotrugli en 1494.
Ce système correspond au mieux avec les méthodes de caractérisation des marchandises et de leur enregistrement par les marchands et les postes de douane. Les indications régulières qui se trouvent dans les correspondances des marchands, les listes de taux de change, de poids et mesures, d'usages commerciaux régionaux, activent le commerce. Les manuels de commerce proprement dits, appelés pratiche della mercatura circulent dans de nombreux manuscrits. Venise prend en compte la nécessité d'information en organisant un transport de nouvelles et en entretenant des porteurs réguliers, qui parcourent par exemple en une semaine le chemin de Venise à Bruges.

### Besoins de base
Au XVe siècle, Venise est la deuxième ville d'Italie. L'afflux d'habitants doit avoir été puissant, ce qui pousse les prix de locations et d'achat vers le haut. C'est pourquoi la commune intervient par des fixations de prix à plusieurs reprises. Des calmieri prescrivent les prix pour le bois de chauffage, l'huile, la viande et avant tout le pain.
En principe, on y fait dépendre le prix du pain de celui du blé. Cependant le prix du pain ne change que très rarement, et à la place, c'est le poids qui est ajusté. Pour de hauts prix du blé, les pains deviennent plus petits, pour des prix bas, plus grands. Comme Venise doit importer pour ses habitants environ 30 000 t de blé, sans compter les quantités énormes qui servent à l'approvisionnement de la moitié de la haute Italie, il s'agit d'un des plus grands domaines de négoce. Là-dessus, c'est un des plus actuels, si actuel qu'en 1268, le doge est assassiné en pleine rue après qu'un bruit d'augmentation de prix a circulé. Comme les droits sur les moulins doivent être augmentés, il devient clair pour tous les Vénitiens que l'augmentation de ces droits aboutiront au rapetissement des pains.
Mais ceci montre aussi que la situation de la vie jusqu'au XVe siècle s'améliore nettement, parce qu'il n'y a plus aucun problème à ce que les droits sur la farine et les droits de douane rapportent de gros montants au fisc, sans que les basses couches de la population se sentent aussi menacées que deux siècles auparavant.

### Guerres terrestres et maritimes

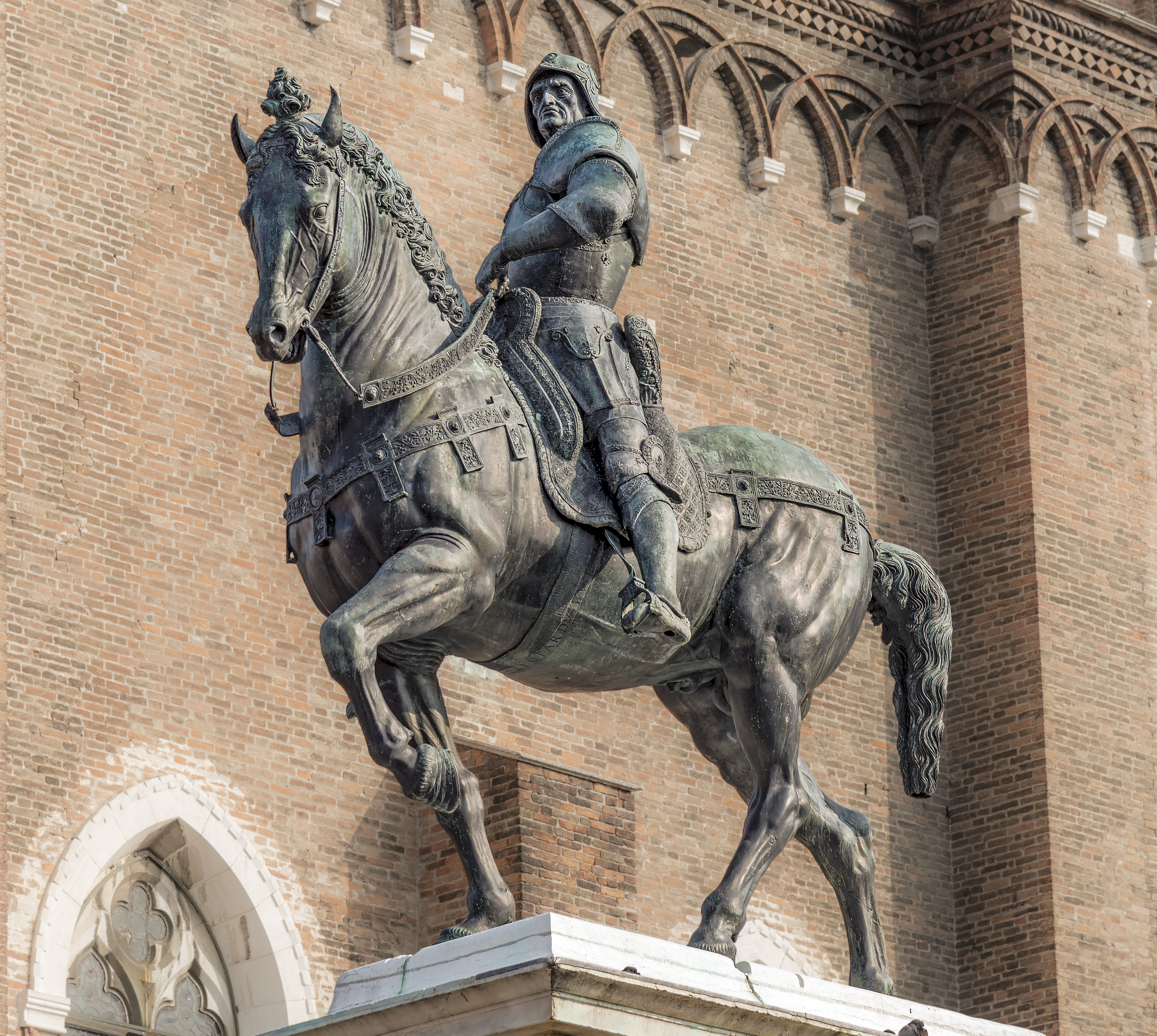
Statue de bronze du condottiere Bartolomeo Colleoni par Verrocchio, sur le Campo san Zanipolo

Les guerres des temps modernes — en particulier quand les grandes puissances de France, d'Espagne et du Saint-Empire touchent en 1508 le territoire de Venise — diffèrent considérablement dans leurs conséquences pour Venise des guerres conduites jusqu'alors. Les guerres terrestres ont longtemps été menées par des condottieri, dont Venise a pu se payer les plus chers grâce à ses ressources. La métropole économique est ainsi restée remarquablement à l'abri de dommages économiques, à part les charges sur la caisse de l'État.
Pour les guerres maritimes, la situation est toute autre. Les marins vénitiens se battent seuls, sans mercenaires. Outre les coûts élevés causés par exemple par la guerre contre les Ottomans de 1499 à 1503, la mort, les mutilations et les captures de ces hommes endommagent les bases économiques de Venise. Le manque de main d'œuvre devient sans cesse un problème insoluble, tant dans les colonies qu'à Venise même.

### La crise de 1508 à 1517
Le conflit avec la Ligue de Cambrai, à laquelle appartient aussi l'empereur Maximilien Ier, qui réclame la terraferma comme ancien territoire d'Empire, menace de surcharger les moyens de Venise même. L'Espagne, qui réclame les ports des Pouilles occupés par Venise, la France, qui exige Crémone et la Hongrie qui veut réincorporer la Dalmatie à son territoire, adhèrent à la Ligue.

Portrait d'Andrea Gritti par Titien, 1540.

Ce n'est que parce que tous les ouvriers se proposent comme volontaires, que les matelots sont engagés comme soldats pour la guerre sur terre, et que l'on ouvre de nouvelles sources d'argent, que le doge tardif Andrea Gritti réussit à recouvrer Padoue, déjà perdue, en juillet 1509.
Entretemps, le Monte Vecchio est surchargé de dettes avec 6 millions de ducats, le Monte Nuovo avec plus de 3 millions ; tout remboursement et tout intérêt sont arrêtés. À leur place, on fonde le Monte Nuovissimo, puis le Monte del Sussidio, dont le nom trahit déjà qu'il ne sert qu'au soutien de la machine de guerre.
Certes, dans les mois d'été, deux galères apportent des marchandises pour une valeur de plus de 600 000 ducats, mais la livraison ne peut avoir lieu, parce que Venise est totalement verrouillée. Le système économique basé sur le commerce au long cours ne peut survivre que très peu de temps sans contacts extérieurs. C'est la diplomatie qui va apporter un virage à la guerre, en réussissant à faire une alliance avec l'Espagne et le Pape contre les Français.

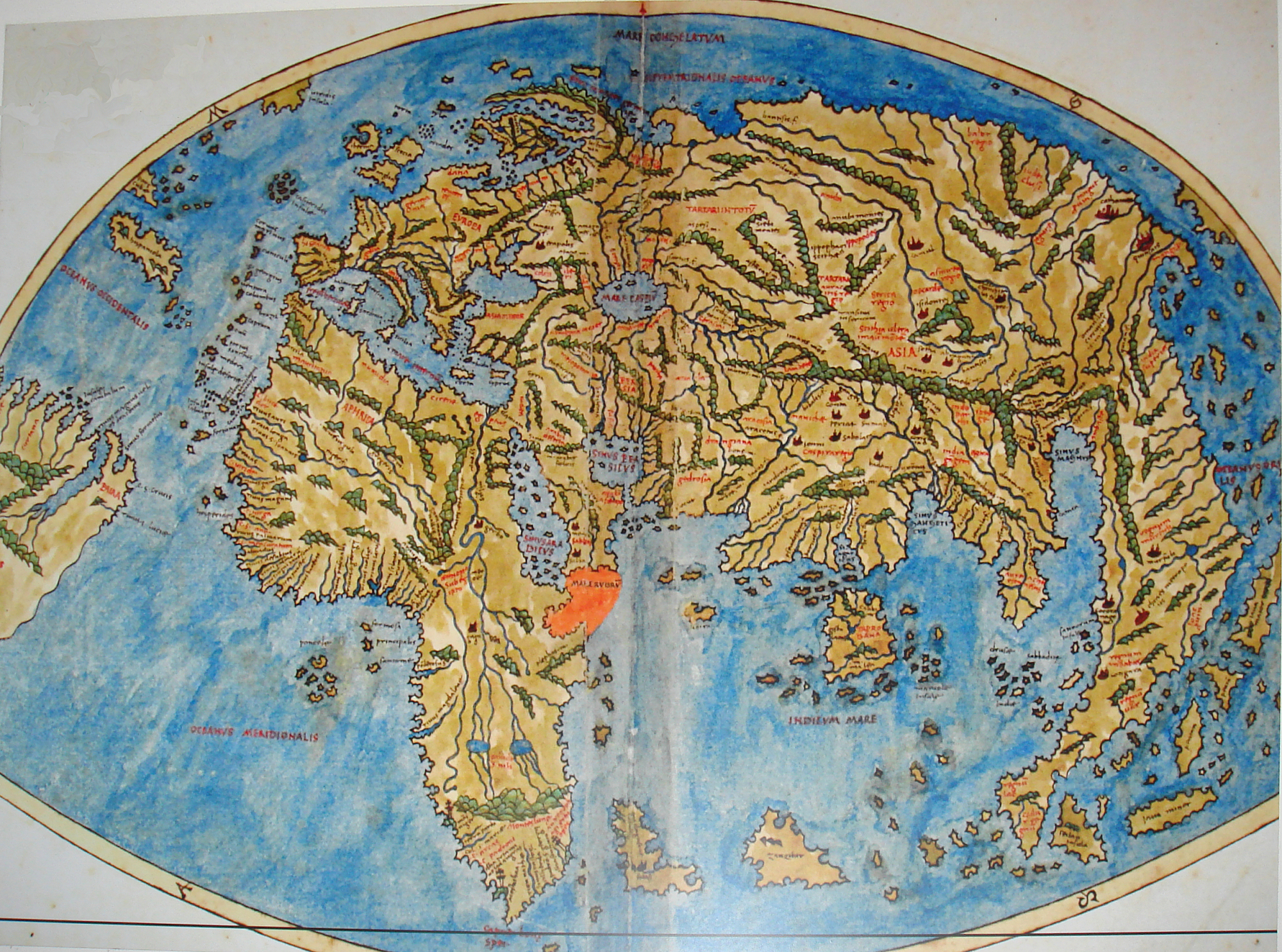
Carte mondiale de Pietro Coppo (1470–1555), Venise 1520

La guerre et ses conséquences sont si catastrophiques en détail, malgré les dangers de la concurrence portugaise dans le commerce des épices (avant tout le poivre et les clous de girofle) et les commerces transatlantiques au départ d'Anvers et de Séville, Venise réussit quand même à se maintenir comme place financière, comme plaque tournante pour les métaux et les marchandises de l'Empire ottoman. Et bien que les Ottomans conquièrent l'Égypte en 1517 et qu'Alexandrie disparaisse pendant plus de trente ans, Venise déplace son commerce complètement vers la Syrie, où l'échange profite de la croissance de la Perse et de l'Empire ottoman lui-même. Quand en 1505 la maison de commerce des Allemands est reconstruite encore plus grande après un incendie dévastateur, ses locaux ne suffisent toujours pas à l'afflux croissant. La production de toile est multipliée par vingt entre 1516 et 1569. Mais les impulsions les plus fortes sont données par la production artistique et d'artisanat d'art pour le marché rapidement croissant du marché du luxe — tant au sein de Venise que pour l'ensemble de l'espace européen-méditerranéen.
Bien que la population de Venise tombe en 1509 bien en-dessous de 100 000, elle remonte dans le dernier quart du XVIe siècle à environ 175 000. Ceci n'est pas indépendant du fait que de nouvelles industries prospèrent.
Le verrouillage temporaire des marchés d'approvisionnement de l'est et du sud ont comme conséquence que plus de capital et de travail sont investis dans l'exploitation des terres de la haute Italie. On essaie ainsi d'assurer un approvisionnement en pain sans dépendance extrême de la politique extérieure.

### Entre Espagnols et Ottomans
Pendant la guerre contre les Ottomans de 1537 à 1540, Venise s'allie à l'empereur Charles Quint. Mais Andrea Doria, commandant de la flotte commune, perd en 1538 la bataille de Prévéza. Pour la première fois, les Ottomans conquièrent la maîtrise des mers. En outre, Venise doit signer en 1540 un traité de paix qui abandonne à la Sublime Porte le duché de Naxos.
Jusqu'en 1545, les commandants de flotte peuvent encore recruter des quantités d'hommes libres pour les galères, même si ce ne sont plus que rarement des Vénitiens. Ils viennent de Dalmatie, de Crète et de Grèce. Puis on passe progressivement à l'enrôlement de force des prisonniers et des débiteurs, comme c'est déjà depuis longtemps l'usage dans le reste de l'Europe. À long terme, ceci change le marché du travail par le fait que de moins en moins de salariés gagnent leur vie à la mer.
Mais même le fait que Venise dans un acte de force incroyable tend toute son expérience, tous ses moyens et toute sa main-d'œuvre pour construire la moitié de plus de 200 galères qui vainquent les Ottomans en 1571 à la bataille de Lépante ne change rien au fait qu'elle ne peut plus participer au concert des nations mondiales. En outre, l'Espagne ne soutient plus les revendications de Venise sur Chypre, et Venise doit définitivement abandonner l'île à la paix de 1573.

## Nouveaux concurrents, domination du commerce maritime et perte des colonies (1571–1700)

### Ère du cuivre, papier-monnaie et crédit bon marché

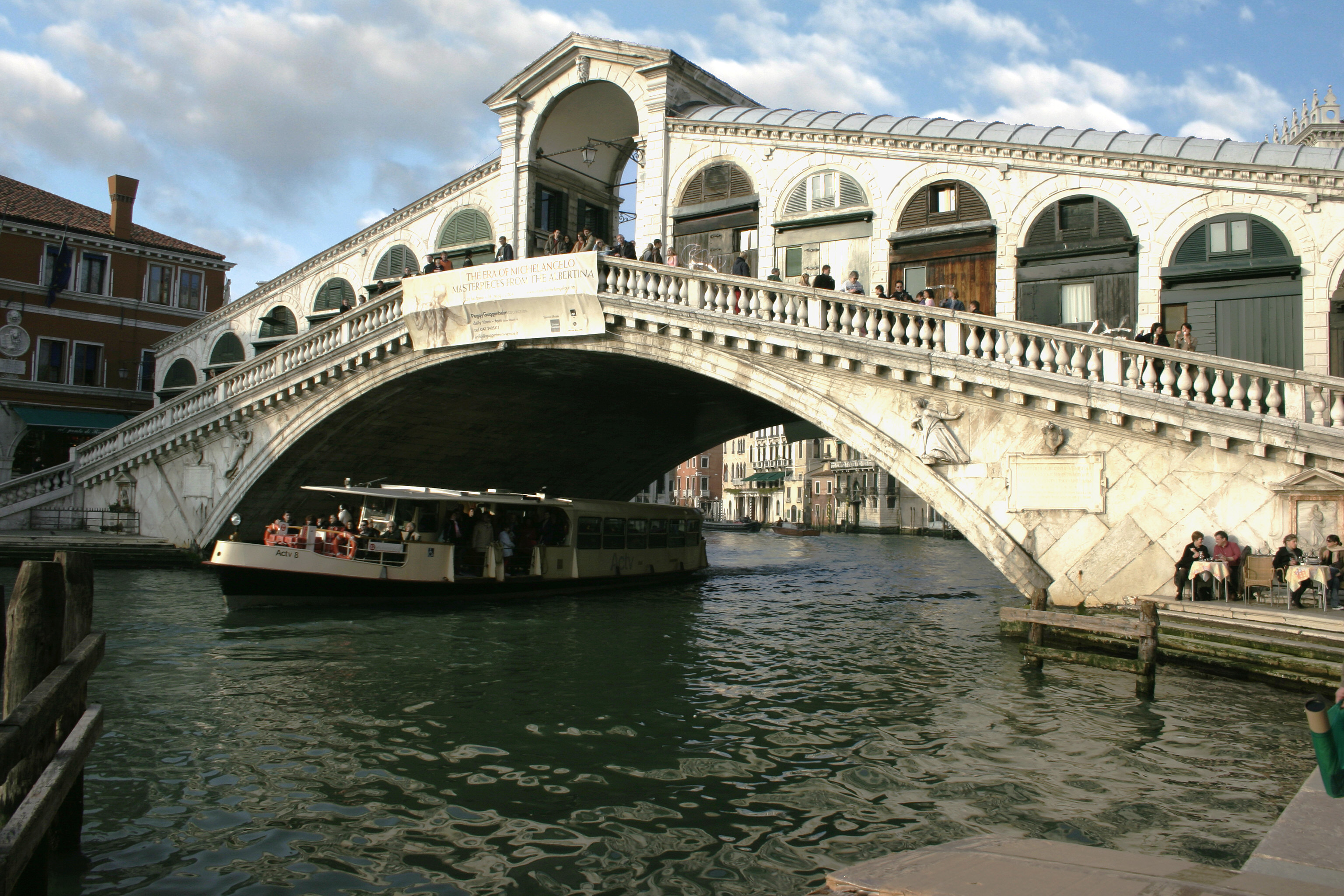
Pont du Rialto avec des boutiques. Il remplace un pont de bois et enjambe 28 m ; construit avec 12000 troncs de chêne entre 1588 et 1591 (dessin d'Antonio da Ponte)

Malgré certains succès dans la circulation des monnaies non-métalliques et en matière de crédit, l'économie européenne reste longtemps tributaire d'un apport suffisant en métaux précieux. Vers 1660, viennent d'Amérique latine de l'or et de l'argent pour une valeur d'environ 365 t d'argent par an, tandis que l'Europe n'en produit que 20  à   30 t. Mais l'Espagne investit la majorité de ce flux de métal précieux dans la guerre contre les Pays-Bas. Les intérêts fiscaux à court terme apparaissent au premier plan, mais à long terme, cette politique déclenche des poussées inflationnistes et nuisent à l'économie. La France agit de la même manière. Colbert, le conseiller de Louis XIV remplace cette politique par l'empêchement de la fuite des métaux précieux et par l'encouragement à leur importation. Il renforce ainsi les industries d'export, élève le cours de l'or aux dépens de celui de l'argent et stabilise la dette de l'État de manière si impressionnante que beaucoup d'étrangers déposent leurs métaux précieux en France.
Les gagnants de ce développement sont les Pays-Bas, qui introduisent le Guldiner, sur le modèle du ducat comme grande pièce d'argent de bel aspect.

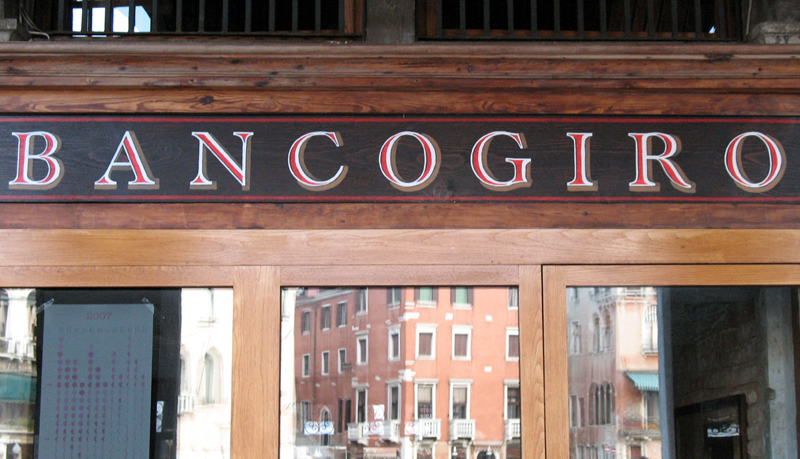
Bancogiro sur la Piazza di Rialto

Mais ce ne sont pas seulement les Pays-Bas qui gagnent ici, puis un peu plus tard l'Angleterre, une avancée décisive. Tout d'abord, on fonde sur le modèle de la Banco di Piazza di Rialto de Venise la Banque d'Amsterdam. Elle réussit non seulement à stabiliser le cours de la monnaie, mais on exige que tout change au-dessus de 600 florins ne soit échangé que par cette chambre de compensation. Et on va bien plus loin qu'à Venise pour augmenter et accélérer la circulation de l'argent. On permet aux clients de déposer de l'or, en quittance duquel ils reçoivent des récépissés. C'est ainsi qu'Amsterdam devient un des marchés de métaux précieux les plus importants, où toutes les monnaies sont présentes en quantités suffisantes, mais où ce ne sont plus que les récépissés qui circulent comme argent liquide pour des montants importants. La France atteint un élargissement semblable de la circulation monétaire par la distribution de papiers d'État rapportant un intérêt, et qui peuvent également être vendus. À côté de la commodité de tous les jours et de la haute confiance dont jouissent ces papiers, ils étendent brutalement la quantité d'argent circulante et rendent meilleur marché les crédits à long terme, ce qui stimule encore le commerce et la production.
Venise par contre se méfie de ce gonflement artificiel et se voit donc exposée à des concurrents équipés de crédits bon marché et de beaucoup de métaux précieux.

### La bataille pour les monopoles
La perte de Chypre ne représente qu'un sommet dans la chaîne des pertes qui ne finit qu'avec la perte de la Crète (1645–69). Néanmoins, Venise défend dans l'Adriatique un certain monopole, qui ne sera officiellement plus reconnu par les Habsbourg qu'en 1717. On construit avec un certain succès le port de Spalato (Split) en 1581 et on libère en 1590 de toute douane les marchandises ottomanes arrivant en territoire vénitien.
En tout, les essais des puissances italiennes de briser les vieux monopoles en changeant leur politique économique, sont très menaçants pour Venise. Ceci est valable dans une mesure limitée pour Ancône, que les États pontificaux ont déclarée en 1593 port franc, mais surtout pour Livourne, devenue port franc la même année, et qui attire à elle rapidement des parties substantielles de l'offre en marchandises du Proche-Orient. La république de Raguse, qui reste indépendante des Ottomans moyennant tribut, apporte en Adriatique une rude concurrence.
C'est justement à cette époque que, après avoir livré une résistance étonnamment longue, le commerce du poivre diminue de volume, après 1620. Quelques années plus tard, le poivre n'est plus considéré comme une marchandise orientale, mais comme une occidentale (ponente). Les Néerlandais et les Anglais monopolisent largement le commerce des épices.
Des événements catastrophiques comme la peste de 1630, qui fait perdre la vie à près de 50 000 Vénitiens, accompagnent la stagnation économique qui s'installe. Cependant on peut rassembler pour l'édification de l'église Santa Maria della Salute, élevée en action de grâces pour la délivrance de l'épidémie, l'énorme somme de 420 136 ducats, la construction se prolongeant jusque 1686.

### Industries en déclin, déplacements sur laterraferma, dette de l'État
Les tissus anglais et néerlandais repoussent peu à peu les vénitiens. Vers 1600, Venise produit encore 30 000 pièces de drap, vers 1700, il n'y en a qu'environ 2 000. On s'essaie aux imitations, et on ne se produit toujours plus souvent que comme intermédiaire commercial. Le sucre et le coton, deux branches de production en développement depuis le XVe siècle partent progressivement en direction de l'Amérique, si bien que la production de sucre brut recule entre 1630 et 1700 de deux millions de livres à environ 600 000.
Les moulins à papier, les teintureries, les moulins à foulon ne peuvent pas se maintenir sur la durée dans une ville densément habitée. Par contre, la production de savon, de sucre, de cire, le travail des métaux précieux et du cuivre, l'industrie du meuble et la construction d'instruments de musique, en particulier la production de voiles et de câbles restent à Venise. Mais le climat local devient progressivement hostile à l'innovation, si bien que ce n'est qu'en 1784 que la navette peut être introduite à Venise. Par contre les plus grandes entreprises s'installent sur la terraferma, où des manufactures avec plus de 600 travailleurs (à Spilimbergo) voient le jour, et même 1000 dans une entreprise près de Trévise. L'industrie du papier trouve ses centres vers Toscolano-Maderno. Son revenu est estimé en 1615 à 40 000 ducats.
Les défrichages, les assèchements et l'irrigation croissent, si bien que l'on suppose que la production agricole atteint un sommet entre 1550 et 1600. En tout, les nouvelles industries, et la culture du maïs et du riz, avec leurs prix plus élevés, apportent plus de capitaux dans le pays.
Par contre, l'urbanisation diminue entre 1600 et 1700. Pendant la seconde moitié du XVIe siècle, la terraferma de Venise, avec plus de 20 % des habitants dans des villes de plus de 10 000 habitants, est la région la plus urbanisée d'Italie : la population terrienne augmente de 1548 à 1764 de 1,6 million à plus de 2,1 millions. Vers 1600, plus des travailleurs travaillent déjà hors de l'agriculture. Mais vers 1700, Venise est devenue autosuffisante pour la plupart des produits agricoles.
La guerre de Crète renforce notablement le retrait des gens et des capitaux vers le continent. C'est ainsi que la ville, dans son besoin d'argent, vend environ 900 km2 de terrain appartenant à l'État, surtout entre 1665 et 1682. En outre vient la vente de biens de l'Église à partir de 1676. Si en 1662, 8 % des recettes de l'État sont consacrées au service de la dette, en 1670, c'est déjà 54 %, pour une montagne de dettes de 35 millions de ducats. La guerre de Crète aurait coûté à Venise 125 millions de ducats, ce qui correspond à 40 ans de revenu annuel. Dans sa misère, la noblesse se trouve prête à vendre l'appartenance à son état précédemment inaccessible pour 100 000 ducats. 125 familles en font usage jusqu'à la deuxième décennie du XVIIIe siècle. Cette montée provoque une lutte de prestige entre les anciennes et les nouvelles familles, qui se montre stimulante dans les industries du luxe.

### Mercantilisme et crises régionales
Les industries exportatrices souffrent avant tout du protectionnisme des États peu peuplés et de la faiblesse économique de l'espace méditerranéen. Déjà l'interdiction d'importation ottomane pour la soie (1540) a forcé les producteurs de soie à se tourner vers d'autres marchés. La politique économique française est de fermer son marché par rapport à la concurrence pour soutenir les industries domestiques et mettre à la disposition du fisc des moyens monétaires. C'est ainsi qu'advient l'interdiction d'importer du verre de Murano pour protéger la manufacture royale de verre. Une démarche semblable concerne la production française de soieries. Vers 1590, Venise produit encore 10 000 pièces de soie de grande valeur, mais ce niveau tombe en 1660 à 2 300, pour se rétablir vers 1700 à environ 6 000. Bientôt, la production de soie brute est autorisée, un rôle jusqu'alors occupé par les colonies, tandis que Venise se réserve la finition.
Un effet semblable est amené par la diminution des moyens d'achat du Saint-Empire, qui pendant la guerre de Trente Ans subit de grandes pertes de population et une contraction dramatique de l'économie.
Les impulsions économiques en provenance de l'Espagne et du Portugal diminuent aussi peu à peu, comme celles de l'Empire ottoman. L'espace méditerranéen stagne dans son ensemble, notamment sous l'influence partielle de la piraterie dominante des Barbaresques.
Vers 1650, Venise n'entretient plus qu'environ 100 navires moyens à grands, alors que ce nombre remonte vers 1720 à plus de 200. Cependant ce sont pour la plupart des bateaux assez petits. Les marchands passent progressivement à la location de bateaux hollandais. Le Sénat libère finalement tous les bateaux étrangers des taxes spéciales habituelles depuis des siècles. La prédominance de la construction navale est abandonnée depuis longtemps.
Parmi les facteurs extrinsèques, il faut compter la peste, qui frappe Venise avant tout dans les années 1630 de façon catastrophique. La perte de plus d'un tiers de la population fait que le siège de Candie frappe la ville encore plus fort.

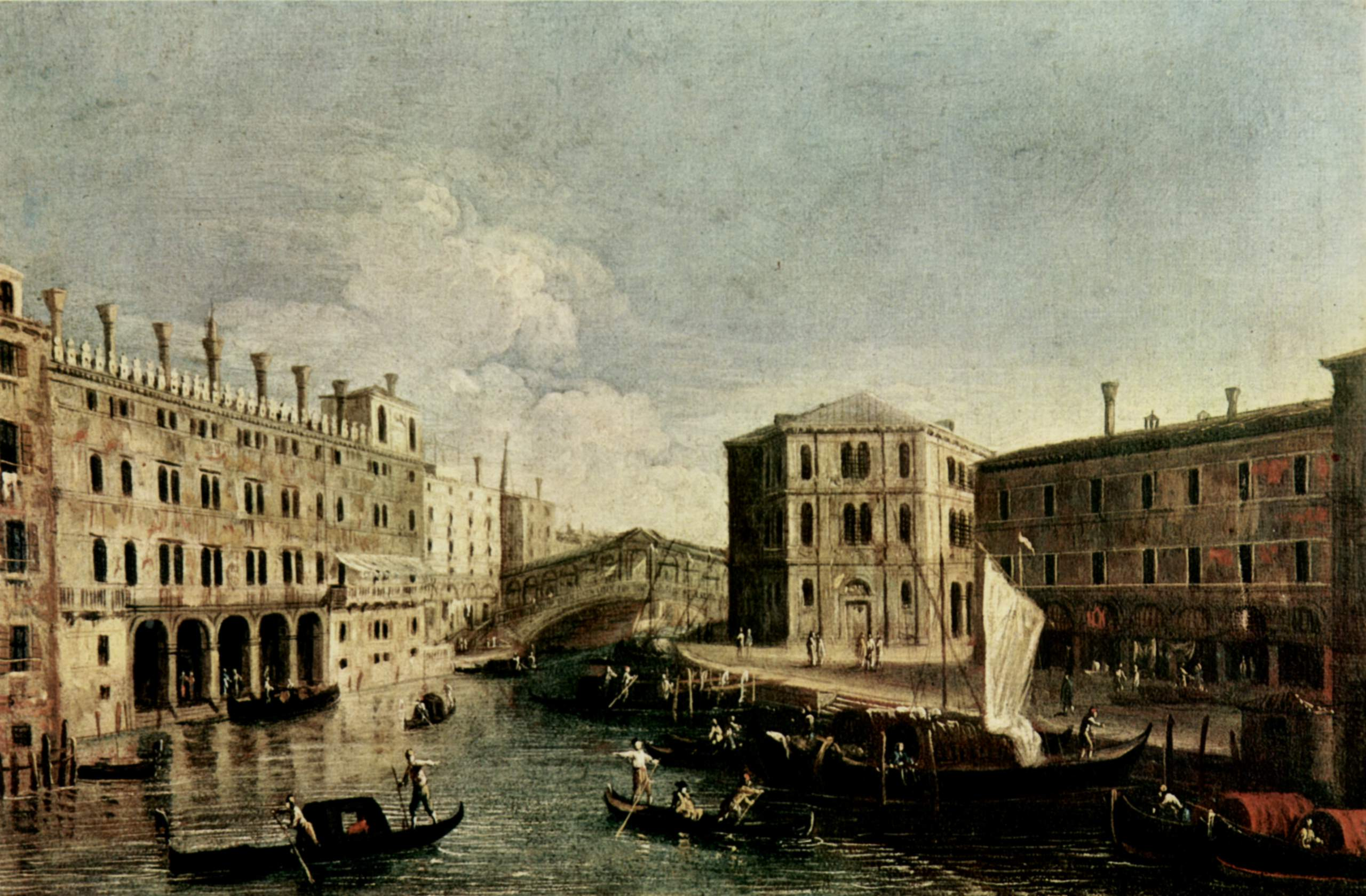
Canaletto : Grand Canal, Fontego dei Tedeschi et Pont du Rialto. après 1730

En outre, un inconvénient structurel se montre avec une netteté croissante. Plus longtemps que les puissances du nord, Venise oscille entre deux positions fiscales, le protectionnisme et la liberté du commerce. Par exemple, la ville perçoit en 1709/1710 plus de 35 000 ducats de taxes sur les marchandises du Fontego dei Tedeschi. Par ailleurs, pour soutenir le commerce avec les « Allemands » on leur consent constamment des taxes plus modérées pour les marchandises dans le Fontego. Mais ces recettes douanières sont trop rigides, et devraient finalement être adaptées à la conjoncture — en donnant à ce mot une grande souplesse d'interprétation. Mais même la concession privée de la perception des droits de douane n'apporte pas les montants espérés, au contraire. Le concessionnaire tombe en 1711 dans un tel retard de paiement qu'on le menace de la confiscation de sa caution de 4 000 ducats.
En tout, Venise suit progressivement, même avec retard, la leçon économique de ce temps, le mercantilisme. Au début du XVIIIe siècle, 650 000 ducats de marchandises sont vendues au-delà des Alpes et 800 000 dans le reste de l'Italie. En même temps, 5 millions de ducats de marchandises vont sur la terraferma. Venise construit presque un microcosme économique dans ce qui lui reste de territoire national.

## Stagnation et transition à l'agriculture (1700–1797)

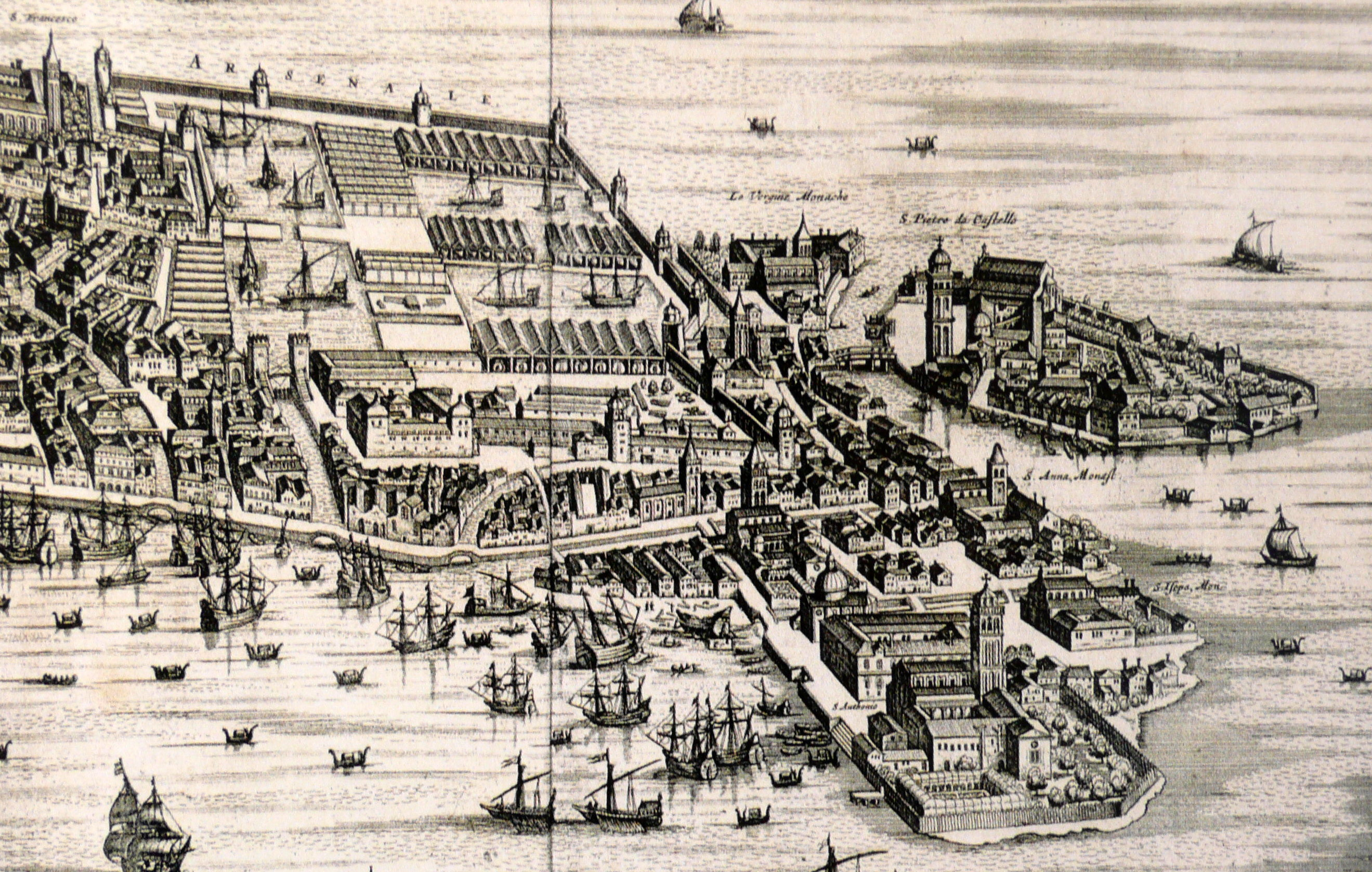
L'arsenal, par Joan Blaeu : Nouveau théâtre d’Italie, La Haye. (Alberts 1724, t. 1, fig. 30, extrait)

Comme les mines européennes rapportent de moins en moins, la dépendance envers les métaux précieux surtout espagnols et portugais reste très forte. La première ruée vers l'or de l'histoire, à partir de 1693/95 au Brésil, apporte pendant l'ensemble du XVIIIe siècle de 10  à   15 t par an vers l'Europe. Jusque vers le milieu du siècle, le rapport des mines d'argent espagnoles double, après avoir livré plus de 700 t par an vers 1800. Ces quantités de métaux précieux favorisent le commerce vers l'Asie, qui avale toujours de grandes quantités de métaux précieux, mais peu en arrivent alors vers Venise.
En 1722 et 1733, Venise réforme son système monétaire, et diminue, comme Gênes, la Savoie et Milan, le nombre des valeurs nominales des monnaies, limite les pièces de cuivre et adapte la frappe des monnaies à la relation de cours entre or et argent. Dès lors, on entreprend des essais d'une unification de l'Italie sur le plan de la politique monétaire, la fragmentation devenant de plus en plus clairement un obstacle.
En outre, il devient toujours plus clair que la politique monétaire est un facteur important de la politique économique. Pour étendre la quantité d'argent, que les crédits ont rendue bon marché, et qui a ainsi favorisé les échanges, on essaie d'augmenter l'utilisation d'argent non métallique. Ceci semble la clé de la rivalité entre les économies nationales. Cependant l'essai tenté en 1716 par John Law termine en catastrophe, dont il ne peut échapper aux conséquences que par l'exil hors de France. Il passe ses dernières années de vie à Venise, où il meurt en 1729.

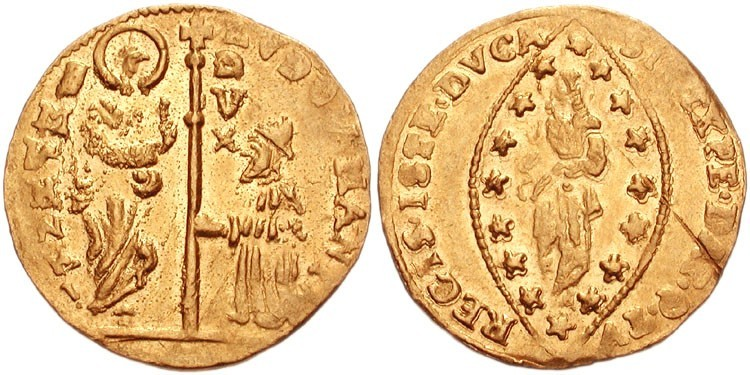
Sequin du doge Ludovico Manin, 1789–1797, 3.54 g, 21 mm

La noblesse de Venise est bien trop prudente et conservatrice pour oser de tels essais. L'économie reste dépendante des métaux précieux de manière plus importante, elle n'a pas, de loin, les instruments de crédit à sa disposition, et vu la taille insuffisante de son marché du capital, ne peut pas suivre le rythme.
Peu à peu, Venise devient progressivement un État agricole, le commerce au sein de son territoire reste dépendant d'une consommation intérieure relativement modeste. Les matières premières sont chères, les salaires bas, par contre, ce qui maintient encore le commerce intérieur à un bas niveau. Même quand le commerce des céréales est ouvert pour la première fois au grand-duché de Toscane en 1764, ce qui stabilise avec un succès notable l'approvisionnement à long terme, Venise reste réticente à l'ordre économique libéral dans le secteur de l'approvisionnement des aliments.

### Sources
- (it) Alvise da Mosto, L'ARCHIVIO DI STATO DI VENEZIA. INDICE GENERALE, STORICO, DESCRITTIVO ED ANALITICO (lire en ligne) (consulté le Inaccessible) Revue des collections des archives d'État de Venise et des plus importantes collections de sources sur le thème
- (it) Guida generale degli Archivi di Stato : PDF, 4,3 MB (lire en ligne) (consulté le 27/05/2015) Une revue plus récente sur les collections d'archives fournie par le centre pour la recherche et le développement des méthodologies et applications des musées historiques
- (en + la) « Cassiodors Variae as doc file » (consulté le 27 mai 2015)
- (la) « Les 12 livres de Cassiodore » (consulté le 27 mai 2015)
- (it) « Documenti relativi alla storia di Venezia anteriori al Mille », dans Testi e Documenti di storia e di letteratura latina medioevale, t. 1-3, Padua, 1942–43
- (de) Cinzio Violante et Carlrichard Brühl (trad. du latin), Die „Honorantie civitatis Papie“, Köln/Wien, Bohlau, 1983, 102 p. (ISBN 3-412-00483-9)
- (la) Roberto Cessi, Liber Plegiorum & Acta Consilii Sapientum : Deliberazioni del Maggior Consiglio di Venezia, Bd. 1, Bologna, 1950
- (de) Franz Dölger, Regesten der Kaiserurkunden des oströmischen Reiches von 565–1453 : Regesten von 565–1025, vol. 1, München/Berlin, 1924
- (de) Gottlieb Lukas Friedrich Tafel et Georg Martin Thomas, Urkunden zur älteren Handels- und Staatsgeschichte der Republik Venedig, Wien, 1856
- (la) Georg Martin Thomas, Diplomatarium Veneto-Levantinum sive Acta et Diplomata Res Venetas Graecas atque Levantis illustrantia, Venise, 1880/99 (réimpr. New York, 1966), 2 vol. (contient de nombreux textes de traités entre Byzance et Venise)
- (it) Marino Sanudo, De origine, situ et magistratibus urbis venetae : La città di Venezia (1493–1530), Milan, Angela Caracciolo Aricò, 1980

### Archéologie de la ville
- (en) John McManamon, Marco D’Agostino et Stefano Medas, « Excavation and Recording of the Medieval Hulls at San Marco in Boccalama (Venice) », The INA Quarterly. The Publication of the Institute of Nautical Archaeology, vol. 30,‎ 2003, p. 22–28 (lire en ligne [archive du 29 septembre 2011]) (consulté le Inaccessible)

### Ouvrages d'ensemble
- (de) Ludwig Beutin, « Der wirtschaftliche Niedergang Venedigs im 16. und 17. Jahrhundert », Hansische Geschichtsblätter, vol. 76,‎ 1958, p. 42–72
- (de) Ludo Moritz Hartmann, « Die wirtschaftlichen Anfänge Venedigs », Vierteljahrschrift für Wirtschafts- und Sozialgeschichte, vol. 2,‎ 1904, p. 434–442 (lire en ligne) (consulté le 28/05/2015)
- (de) Heinrich Kretschmayr, Geschichte von Venedig, Gotha, Gotha, Stuttgart, 1905, 1920, 1934 (réimpr. Aalen 1964, 2010), 3 vol.
- (de) Frederic C. Lane, Seerepublik Venedig, München, 1980
- (it) Gino Luzzatto, Storia economica di Venezia dall'XI al XVI secolo, Venise, 1961 (réimpr. 1995)
- (de) Jörg Reimann, Venedig und Venetien 1450 bis 1650. Politik, Wirtschaft, Bevölkerung und Kultur : Mit zwei Füßen im Meer, den dritten auf dem platten Land, den vierten im Gebirge., Hamburg, 2006
- (it) Storia di Venezia, Rome, 1992–2002, 8 vol.
- (de) Wolfgang Stromer von Reichenbach, Venedig und die Weltwirtschaft um 1200, Sigmaringen, Stuttgart, 1999
- (de) Peter Feldbauer, Gottfried Lidl et John Morrissey, Venedig 800–1600. Die Serenissima als Weltmacht, Wien, Mandelbaum Verlag, 2010, 269 p. (ISBN 978-3-85476-348-2, lire en ligne) (consulté le 28/05/2015 : recension.)

### Marchands, doges et techniques commerciales
- (en) Benjamin Arbel, Trading Nations : Jews and Venetians in the Early Modern Eastern Mediterranean, Leiden, 1995
- (it) Jean-Claude Hocquet, Denaro, navi e mercanti a Venezia 1200–1600, Rome, 1999
- (en) Benjamin Z. Kedar, Merchants in Crisis. Genoese and Venetian men of affairs and the fourteenth-century depression, New Haven, London, 1976
- (de) Gherardo Ortalli, Petrus I. Orseolo. Der 'heilige Doge' zwischen Venedig und dem Ottonischen Reich, Stuttgart, 1998

### Navigation et arsenal
- (en) Robert C. Davies, Shipbuilders of the Venetian Arsenal. Workers and workplace in the preindustrial city., Baltimore, London, 1991

### Sur des métiers et denrées individuels
- Salvatore Ciriacono, « Les manufactures de luxe à Venise: contraintes géographiques, goût méditerranéen et compétition internationale (XIVe – XVIe siècles) », dans Les villes et la transmission des valeurs culturelles au bas Moyen Age et aux temps modernes, Bruxelles, 1996, p. 235–251
- (it) Nella Fano, « Ricerche sull'arte della lana a Venezia nel XIII e XIV secolo », Archivio Veneto, v, vol. 18,‎ 1936, p. 73–213
- (it) Jean-Claude Hocquet, Chioggia, Capitale del Sale nel Medioevo, Sottomarina, 1991
- (de) Johannes Hoffmann, « Die östliche Adriaküste als Hauptnachschubbasis für den venezianischen Sklavenhandel bis zum Ausgang des elften Jahrhunderts », Vierteljahrschrift für Sozial- und Wirtschaftsgeschichte, vol. 55,‎ 1968, p. 165–181
- (de) Hans-Jürgen Hübner, « Cum continue de venditione frumenti recipiat denarios. Saisonaler Weizenkauf, unelastischer Verbrauch und die Getreidekammer als Vermittlungsinstanz auf dem Finanzplatz Venedig (ca. 1280–1380) », Quellen und Forschungen aus italienischen Archiven und Bibliotheken, vol. 79,‎ 1999, p. 215–266 (lire en ligne) (PDF, consulté le 28/05/2015)
- (de) Hans-Jürgen Hübner, Quia bonum sit anticipare tempus. Die kommunale Versorgung Venedigs mit Brot und Getreide vom späten 12. bis ins 15. Jahrhundert., Frankfurt/M., Berlin, Berne, New York, Paris, Vienne, Peter Lang, 1998, 504 p. (ISBN 3-631-32870-2)
- (en) Luca Molà, The Silk Industry of Renaissance Venice, Baltimore, 2000

### Propriété foncière, colonies et domaines commerciaux
- (de) J. Jegerlehner, « Der Aufstand der kandiotischen Ritterschaft gegen das Mutterland Venedig (1363–1365) », Byzantinische Zeitschrift, vol. 12,‎ 1903, p. 78–120
- (it) Sergueï P. Karpov, La navigazione veneziana nel Mar nero, XIII–XV sec., Ravenna, 2000 (ISBN 88-7567-359-4)
- (de) Ralph-Johannes Lilie, Handel und Politik zwischen dem Byzantinischen Reich und den italienischen Kommunen Venedig, Pisa und Genua in der Epoche der Komnenen und Angeloi (1081–1204), Amsterdam, 1984
- (it) Karl-Ernst Lupprian, Il Fondaco dei Tedeschi e la sua funzione di controllo del commercio tedesco in Italia, Venise, 1978
- (de) Jörg Reimann, Venedig und Venetien 1450 bis 1650. Politik, Wirtschaft, Bevölkerung und Kultur : Mit zwei Füssen im Meer, den dritten auf dem platten Land, den vierten im Gebirge, Hamburg, Verlag Dr Kovac, 2006
- (de) Gerhard Rösch, Venedig und das Reich. Handels- und verkehrspolitische Beziehungen in der deutschen Kaiserzeit, Tübingen, 1982
- (de) Wolfgang v. Stromer, « Landmacht gegen Seemacht. Kaiser Sigismunds Kontinentalsperre gegen Venedig 1412–1433 », Zeitschrift für historische Forschung, vol. 22,‎ 1995, p. 145–189
- Freddy Thiriet, La Romanie vénitienne au Moyen Age. Le développement et l’exploitation du domaine colonial vénitien (XII–XV siècles), Paris, 1975, 2e éd.

### Politique monétaire et financière, crédit et banques
- (it) Tommaso Bertelè, Bilanci generali della Repubblica di Venezia, Venise, 1912
- (it) Roberto Cessi, La regolazione delle entrate e delle spese (sec. XIII–XIV), Padoue, 1925
- (en) Frederic C. Lane et Reinhold C. Mueller, Money and Banking in Medieval and Renaissance Venice : T. 1 : Coins and Moneys of Account, t. 2 : The Venetian Money Market: Banks, Panics and the Public Debt, 1200–1500, Baltimore, London, 1985, 1997
- (it) Gino Luzzatto, I prestiti della Repubblica di Venezia (sec. XIII–XV), Padoue, 1929
- (it) Reinhold C. Mueller, « L’imperialismo monetario veneziano nel Quattrocento », Società e Storia, vol. 8,‎ 1980, p. 277–297
- (en) Alan M. Stahl, The Venetian Tornesello. A medieval colonial coinage, New York, 1985

### Assurances et brevets
- (de) Karin Nehlsen-von Stryk, Die venezianische Seeversicherung im 15. Jahrhundert, Ebelsbach (Main), 1986
- (de) Helmut Schippel, « Die Anfänge des Erfinderschutzes in Venedig », dans Uta Lindgren, Europäische Technik im Mittelalter. 800 bis 1400. Tradition und Innovation, Berlin, 2001, 4e éd., p. 539–550

### Histoire sociale et quotidienne
- (it) Franco Brunelli, Arti e mestieri a Venezia nel medioevo e nel rinascimento, Vicenza, 1981
- (de) Linda Guzzetti, Venezianische Vermächtnisse : Die soziale und wirtschaftliche Situation von Frauen im Spiegel spätmittelalterlicher Testamente, Stuttgart, Weimar, 1998
- (de) Gerhard Rösch, Der venezianische Adel bis zur Schliessung des Grossen Rates : zur Genese einer Führungsschicht, Sigmaringen, Thorbecke, 1989
- (it) Susanne Winter, Donne a Venezia. Vicende femminili fra Trecento e Settecento, Rome, Venise, 2004